# RWBY
Vous pouvez aider à l'améliorer ou bien discuter des problèmes sur sa page de discussion.
- Il peut contenir un travail inédit ou des déclarations non vérifiées. Vous pouvez l’améliorer en ajoutant des références. (Marqué depuis décembre 2021)

Vous pouvez aider à l'améliorer ou bien discuter des problèmes sur sa page de discussion.
- Son texte doit être wikifié : il ne correspond pas à la mise en forme Wikipédia (style, typographie, liens internes, liens entre les wikis, etc.). (Marqué depuis mars 2021)

- Il est peut-être trop long. Sa lecture et la navigation peuvent poser des problèmes, ainsi que son chargement. Vous pouvez raccourcir certains passages en les résumant ou en déplaçant leur contenu vers des articles dédiés. (Marqué depuis mars 2021)

RWBY ([ʀybi], ru-bi) est une web-série d'animation 3D américaine créée en 2013 par Monty Oum pour la compagnie Rooster Teeth,.

## Résumé
La série se déroule dans le monde fictif de Remnant, où des adolescents sont formés par la Beacon Academy à chasser des créatures des ténèbres nommées Grimms. D'anciennes légendes racontent que les humains ont découvert la source d'énergie nommée Dust lors de leur débâcle face à l'ennemi.
Cette source d'énergie leur permet de concevoir des armes et d'utiliser des sorts efficaces contre les créatures de Grimm. Dust fait depuis partie intégrante du développement de l'Humanité sur Remnant.
La série suit les aventures de l'équipe RWBY ("ruby") composée de quatre jeunes filles en formation de chasseuses à l'Académie de Beacon. Le nom de l'équipe est issu des initiales de ces protagonistes : Ruby Rose, Weiss Schnee, Blake Belladonna et Yang Xiao Long.
Elles ont pour camarades les équipes JNPR ("juniper"), SSSN ("sun"), CRDL ("cardinal") et CFVY ("coffee") ainsi que quelques autres étudiants de l'Académie.
La série débute lors de l'arrivée de Ruby Rose dans la ville de Vale pour y devenir étudiante,.

## Distribution principale
- Lindsay Jones (en) : Ruby Rose (principale saisons 1 à 9)
- Kara Eberle : Weiss Schnee (principale saisons 1 à 9)
- Arryn Zech : Blake Belladonna (principale saisons 1 à 9)
- Barbara Dunkelman (en) : Yang Xiao Long (principale saisons 1 à 9)
- Miles Luna (en) : Jaune Arc (principal saisons 1 à 9)
- Jen Brown : Pyrrha Nikos (principale saisons 1 à 3)
- Shannon McCormick (en) : Ozpin (principal saisons 1 à 3, récurrent saisons 4 à 8)
- Kathleen Zuelch : Glynda Goodwitch (principale saisons 1 à 3)
- Monty Oum (saisons 1 et 2) puis Neath Oum (saisons 3 à 8) : Lie Ren (principal saisons 1 à 8)
- Samantha Ireland : Nora Valkyrie (principale saisons 1 à 8)
- Michael Jones (en) : Sun Wukong (principal saisons 1 à 5, invité saisons 6 et 8)
- Taylor McNee : Penny Polendina (récurrente saisons 1 à 3, principale saisons 7 à 8)
- Jessica Nigri : Cinder Fall (invitée saison 1, récurrente saisons 2, 4 à 7 et principale saisons 3 et 8)
- Jen Taylor : Salem (invitée saison 3 et 7, récurrente saison 4 à 6 et 8), narratrice (saisons 1 et "World of Remnent")
- Katie Newville : Emerald Sustrai (récurrente saisons 2 à 6, principale saison 8)
- Vic Mignogna (en) : Qrow Branwen (récurrent saisons 3 à 4 et 8, principal saisons 5 à 7)
- Jason Rose : James Ironwood (récurrent saisons 2 à 4, principal saisons 7 à 8)
- Elizabeth Maxwell : Winter Schnee (récurrente saison 3, principale saisons 7 à 8)
- Aaron Dismuke : Oscar (récurrent saison 4, principal saisons 5 à 8)
- Melissa Sternenberg : Maria Calavera (principale saison 6, récurrente saisons 7 à 8)
- Luci Christian : Little/Somehow (principal-e saison 9)
- Roby Daymond : Curious Cat (principal-e saison 9)

## Distribution secondaire
- Joel Heyman (en) : Bartholomew Oobleck (récurrent saisons 1 à 4)
- Ryan Haywood : Peter Port (récurrent saisons 1 à 4)
- Gray Haddock (en) : Roman Torchwick (récurrent saisons 1 à 3, invité saison 9)
- Caiti Ward : Velvet Scarlatina (invitée saison 1, récurrence saison 2 à 3)
- Adam Ellis : Cardin Winchester (récurrent saisons 1 à 3)
- Casey Lee Williams : Neopolitan (récurrente saisons 2 à 3, 6 à 8, principale saison 9)
- Yuri Lowenthal : Mercury Black (récurrent saisons 2 à 6 et 8)
- Kerry Shawcross : Neptune Vasilias (récurrent saisons 2 à 3, invité saisons 6 et 8)
- Ashley Jenkins : Coco Adel (récurrente saisons 2 à 3)
- Joe McDonald : Yatsuhachi Daichi (récurrent saisons 2 à 3)
- Meg Turner : Néon Katt (récurrente saisons 2 à 3, invitée saisons 7 à 8)
- Flynt Flossy : Flynt Coal (récurrent saisons 2 à 3, invité saisons 7 à 8)
- Garett Hunter : Adam Taurus (récurrent saisons 3 à 6)
- Anna Hullum : Raven Branwen (invitée saisons 2 et 4, récurrente saison 5)
- Jason Douglas : Jacques Schnee (récurrent saisons 4, 7 à 8)
- Howard Wang : Whitley Schnee (récurrent saisons 4, 7 à 8)
- J. Michael Tatum : Klein Sieben (récurrent saisons 4 et 8)
- Kent Williams : Ghira Belladona (récurrent saisons 4 à 5)
- Tara Platt : Kali Belladona (récurrente saisons 4 à 5)
- Cherami Leigh: Ilia Amitola (récurrente saisons 4 à 5)
- Derek Mears : Corsac Albain (récurrent saisons 4 à 5)
- Mike McFarland : Fennec Albain (récurrent saisons 4 à 5)
- Monica Rial : Sienna Kang (invitée saison 4)
- Amber Lee Connors : Vernal (récurrente saison 5)
- Daman Mills : Leonardo Lionheart (récurrent saison 5)
- Christopher Sabat : Dr Arthur Watts (récurrent saisons 4 à 8)
- Josh Grelle : Tyrian Callows (récurrent saisons 4 à 8)
- William Orendorff : Hazel Rainarts (récurrent saisons 4 à 8)
- Lindsay Sheppard : Saphron Cotta-Arc (récurrente saison 6)
- Jamie Smith: Terra Cotta-Arc (récurrente saison 6)
- Mela Lee : Caroline Cordovin (récurrente saison 6)
- Colleen Clinkenbeard : Jinn (invitée saisons 6 et 8)
- Dave Fenoy : Pietro Polendina (récurrent saisons 7 à 8)
- Chris Wehkamp : Clover Ebi (récurrent saison 7)
- Dawn M. Bennet : Elm Ederne (récurrente saisons 7 à 8)
- Mick Lauer : Marrow Amin (récurrent saisons 7 à 8)
- Anairis Quinones : Harriet Bree (récurrente saisons 7 à 8)
- Todd Womack : Vine Zeki (récurrent saisons 7 à 8)
- Christa Vee : Robyn Hill (récurrente saisons 7 à 8)
- Michele Sontag : Fiona Thyme (récurrente saisons 7 à 8)
- Kdin Jenzen : May Marigold (récurrente saisons 7 à 8)
- Marissa Lenti : Joana Greenlaf (récurrente saisons 7 à 8)
- Caitilin Glass : Willow Schnee (invitée saisons 7 à 8)
- Valentine Stokes : Ambrosius (invité saison 8)
- Kimlinh Tran : Blacksmith (récurrent-e saison 9)

## Fiche technique
- Création : Monty Oum
- Réalisation : Monty Oum, Kerry Shawcross et Connor Pickens
- Scénario : Monty Oum, Miles Luna et Kerry Shawcross
- Production : Gray G Haddock, Matt Hullum et Burnie Burns
- Compagnie de production : Rooster Teeth
- Musique : Jeff Williams
- Date de diffusion : 2013

## Univers
Le monde de Remnant est divisé en quatre grands royaumes : Atlas, Mistral, Vacuo et Vale.
Chacun de ces royaumes possède une école visant à former les futurs chasseurs, ou huntsmen's academy.
Les académies de chasseurs sont "Beacon" (à Vale), "Haven" (à Mistral), "Atlas" et "Shade" (à Vacuo).
Ruby Rose, Weiss Schnee, Blake Belladona et Yang Xiao Long sont des élèves de l'académie de Beacon.
La particularité de tous ces élèves est de posséder un don (super-pouvoir ici dénommé semblance) qui leur apporte des pouvoirs spéciaux comme le déplacement à très grande vitesse, le pouvoir d'illusion, la télékinésie, l'invisibilité. Ils possèdent également une aura, une énergie magique colorée qui les protège des coups ou des chutes jusqu'à ce que l'aura s'évapore, les rendant vulnérables.
Tous les chasseurs possèdent leur propre arme ayant plusieurs fonctions (tir, mêlée) et pouvant utiliser la « Dust », une énergie élémentaire magique (la Dust rouge est liée au feu, la bleue à la glace, la blanche à l'amélioration, la noire à la gravité…).
Au cours de l'histoire, on apprend l'existence d'autres mondes que Remnant. En effet, Salem, l'antagoniste principal aurait voyagé à travers « d'autres mondes ». Vale et Vacuo sont situés sur le continent « Sanus », Mistral est sur le continent « Anima » et Atlas est sur le continent « Solitas ». Deux autres continents existent : un en forme de dragon et « Ménagerie », où les Faunus, des êtres mi-humains mi-animaux, se sont réfugiés pour fuir les discriminations qu'ils subissaient.
Les quatre académies protègent en réalité des secrets que sont les reliques et les « Maidens ».
Les reliques sont des artefacts puissants, créés et offerts par le dieu de la Lumière, et qui sont centraux dans l'affrontement entre Salem et Ozma.
- À Haven est cachée la relique du savoir (une lampe) qui contient le génie Jinn, qui peut répondre à trois questions tous les 100 ans.

- À Astral est cachée la relique de la création (une lance) contenant le génie Ambrosius, qui peut tout créer, mais chaque nouvelle création fait disparaître la précédente.

Ces deux reliques sont en possession de Salem (Vol 8).
- Beacon abrite la relique du choix (une couronne) qui permet d'avoir des visions aléatoires du futur. Cette relique a été cachée ailleurs par Ozpin.

- La relique de la destruction (une épée) est cachée à Shade.

Les reliques sont abritées dans des cryptes que seule une Maiden peut ouvrir. Il en existe une pour chaque école.
Les « Maiden » sont les descendantes des pouvoirs d'Ozma.
- La Maiden de l'automne (Amber puis Cinder) protège la relique du choix (à Beacon).

- La Maiden du printemps (Raven) peut accéder à la relique du savoir (à Haven).

- La Maiden de l'hiver (Fria puis Penny puis Winter) protège la relique de la création (à Atlas).

- La Maiden de l'été (inconnue) protège la relique de la destruction (à Shade).

Outre les noms des personnages (souvent empruntés ou détournés), quelques dénominations sont assez transparentes :  Faunus (faunus, faune), Haven (havre), Jinn (djinn), Maiden (jeune fille), Remnant (reste), Salem (Salem), Sanus (en bonne santé), Shade (ombre), Solitas (solitude), Vacuo (vide), Vale (salut !)… Le mot « Grimm » peut renvoyer à l'univers des Frères Grimm, mais plus sûrement à celui de la série télévisée Grimm (2011-2017)[réf. nécessaire].

### Personnages
Il existe une multitude de personnages dans l'univers de RWBY. Tous les personnages sont inspirés de personnages de contes ou de jeux vidéo. Les personnages les plus importants sont les suivants :

#### Team RWBY
- Ruby Rose  (inspirée du Petit Chaperon rouge), protagoniste de l'histoire, est le leader de la team RWBY, Elle est âgée de seulement 15 ans quand elle entre à Beacon, avec deux ans d'avance. Ruby a perdu sa mère, Summer Rose, lorsqu’elle était encore très jeune, ce qui l’a beaucoup marquée. Elle apprend plus tard que sa mère a disparu lors d'une mission et qu'elle a probablement affronté Salem.

Elle est la demi-sœur de Yang, avec qui, elle partage tous ses problèmes. Énergique et optimiste, elle remonte souvent le moral des gens. Sa semblance est liée à la vitesse : elle se déplace vite (si vite que l’on croit qu’elle peut se téléporter) en laissant une traînée de pétales de roses rouges derrière elle. Plus tard dans la série, elle se servira de sa semblance pour "téléporter" d'autres personnes avec elle (Vol. 8).
Son arme est "Crescent Rose", une faux/fusil qu'elle a fabriquée avec l'aide de son oncle, Qrow Branwen, à l’Académie de Signal (école où elle étudiait avant d’entrer à Beacon). Elle possède des yeux d'argents, comme sa mère, et qui semble être une particularité mystérieuse lui permettant de pétrifier ou de tuer les « Grimms ». Ce pouvoir reste cependant insuffisant pour vaincre des Grimms très puissants comme l'Apathie et le Léviathan (Vol. 6) ou The Hound (Vol. 8).
Son binôme au sein de la team RWBY est Weiss Schnee, bien qu’elle ne l'appréciait guère au début, en raison de son caractère froid et égocentrique (elle la surnommait « Miss Parfaite »).
Elle est également très amie avec Jaune et Penny, qu'elle considère comme une humaine malgré sa nature robotique.
Ruby se révèle être un bon leader dans la forêt d'Émeraude (Vol. 1) durant la bataille de Beacon, elle motive de nombreux étudiants. Elle se bat contre Néo et Roman avant d'assister à la mort de Pyrrha. Ce drame déclenche pour la première fois ses yeux d'argent qu'elle utilise pour affaiblir Cinder et geler le grimm Dragon.
Après la chute de Beacon, elle part à Anima rejoindre Mistral avec Jaune, Nora et Ren, surveillée par son oncle Qrow (Vol. 4). Après la trahison du directeur de l'académie d'Haven, elle tente de protéger la relique du savoir des Grimms tout en se rendant à Atlas. Leur voyage à travers Anima les amène à affronter le terrible Grimm Apathie que Ruby arrive à neutraliser quelques instants grâce à Maria Calavera. Son leadership est cependant remis en question dans les vol. 7 & 8 (par Oscar ou Yang) pour ses choix de ne pas dire toute la vérité à Ironwood ou sa décision d'activer l'Amity Tower à la place de protéger les citoyens de Mantle. Grâce à l'aide de Penny, Nora, Weiss, Blake, May, Pietro et Maria, elle lance un message global d'avertissement à tout Remnant concernant la dangerosité de Salem. Par la suite, elle se repose au manoir des Schnee et y affronte The Hound, qui est en réalité un Faunus aux yeux d'argent perverti par Salem. Elle suppose ensuite avec tristesse que sa mère a connu le même sort. Par la suite, elle établit un plan afin d'évacuer les citoyens d'Atlas vers Vacuo mais aussi afin de sauver Penny de son virus en utilisant deux fois la lampe de la création. Mais la réalisation de son plan se déroule mal et elle finit par tomber dans le vide de l'Ever After en même temps que Blake.
Dans l'Ever After, elle se réveille seule sur une plage et ne tarde pas à se lier d'amitié avec une souris qu'elle nomme Little. Elle s'évanouit quand Weiss lui apprend le décès de Penny. Avec ses coéquipières, elle décide de suivre les pas d'Alyx, héroïne d'un histoire semblable à celle qu'elles sont en train de vivre. La rencontre avec
- Yang Xiao Long  (inspirée de Boucles d'or), est la demi-sœur de Ruby. Elle a connu la mère de Ruby et l’a toujours considérée comme sa mère idéale, car elle a été abandonnée par sa mère biologique étant enfant. De nature parfois enjouée, elle tente souvent d’aller vers les autres (au contraire de Ruby qui est plus timide). Sa semblance est liée à la force : quand elle l’active pendant un combat où elle se sent en difficulté, elle lui permet de frapper encore plus fort que d'habitude rien qu’en encaissant les coups qu’on lui donne et ses yeux couleur améthyste deviennent rouges en un instant. Ses armes principales sont des gants métalliques (Ember Celica) qui lui permettent d'envoyer des roquettes sur ses ennemis. Elle est considérée comme la meilleure combattante, du moins au corps à corps, de la team RWBY. Elle perd son bras droit dans le vol. 3 après avoir voulu protéger Blake d'Adam, et le remplace par une prothèse de combat offerte par son père (Vol. 4). Son binôme au sein de la team RWBY est Blake Belladona. Elle prend la route pour le Mistral dans le vol. 4 afin de retrouver sa petite sœur en allant voir sa mère biologique. Elle libère Weiss et confronte sa mère sur son abandon. C'est elle qui récupère la lampe après l'affrontement de Cinder et Raven. Avec Blake, elle parvient à tuer Adam et vainc ainsi son traumatisme depuis la perte de son bras (Vol. 6). À Atlas, elle commence à s'opposer à sa sœur ou à Ironwood en informant secrètement Robyn l'opposante politique d'Ironwood ou en décidant de protéger les habitants de Mantle avec Oscar, Ren, Jaune et les Happy Huntresses. Après son échec pour protéger Oscar du Hound, elle se rend dans Monstra afin de le libérer et confronte Salem sur la disparition de sa mère (mais elle parle de Summer et non pas de Raven). Lors de l'affrontement dans l'Ever After, elle est la première à tomber dans le vide en ayant sauvé Ruby d'une attaque de Néo.

- Blake Belladona  (inspirée de Belle) : Blake est une Faunus (être humain possédant une caractéristique physique animale), avec des oreilles de chat. Elle est la fille unique de Ghira et Kali Belladona, les dirigeants de l'île de Ménagerie (une île où se réunissent tous les Faunus et les humains). Elle faisait partie du White Fang, une organisation autrefois pacifique qui luttait pour l’obtention des droits et des libertés propres aux humains pour les Faunus. Elle semblait très proche d’Adam Taurus, le commandant du White Fang, auquel elle vouait une certaine admiration jusqu'à ce qu'elle le trahisse et quitte la White Fang en raison de la tournure terroriste que prenait l'organisation. De nature calme et réservée, elle adore lire. Sa semblance lui permet de créer des clones d'elle-même qui déstabilisent ses ennemis, et lui permettent de porter davantage de coups. De plus, elle peut également créer des clones explosifs ou gelés à l'aide de Dust. Son arme, Gambol Shroud, peut prendre plusieurs formes : un katana, un couperet, un pistolet et elle peut également s'en servir comme d'un grappin à l'aide d'une longue corde. Son binôme au sein de la team RWBY est Yang Xiao Long. Au tout début, elle cache sa nature de Faunus et entre en conflit avec Weiss lorsque son secret est révélé. Avec Sun, un autre Faunus, elle enquête sur les agissements de Roman et de la nouvelle White Fang jusqu'à ce que cela devienne une obsession pour elle (Vol 1 & 2). Lors de la bataille de Beacon (Vol. 3), elle est opposée à Adam qui désire la faire souffrir pour sa trahison, il la blesse assez sérieusement au ventre, mais elle parvient à s'enfuir en portant Yang. Elle retourne à Ménagerie dès le volume 4 pour tenter de rallier les Faunus et de détruire la nouvelle White Fang extrémiste. Elle se retrouve alors face à son amie d'enfance Ilia Amitola qu'elle réussit à faire changer de camp. Elle rejoint ensuite ses anciennes coéquipières de Mistral avec Sun, Ilia, ses parents et les Faunus, et elle met en déroute Adam, causant la dissolution de la White Fang afin d'en créer une pacifiste menée par son père et Illia. Par la suite, elle se sentit assez mal à l'aise avec Yang mais les deux jeunes femmes finissent par s'unir pour se débarrasser d'Adam définitivement (Vol. 6). Désobéissant à Ironwood, elle entre en contact avec Robyn en compagnie de Yang afin de lui faire comprendre qu'Ironwood n'est pas mauvais et qu'ils agissent pour le bien de tous (Vol. 7). Par la suite, elle suit Ruby pour relancer l'Amity Tower et fait face au Hound dans le manoir Schnee. Elle est très perturbée de la chute de Yang dans le vide de l'Ever After (Vol .8), se bat contre Néo & Cinder et tombe à son tour en tentant de sauver Ruby.

- Weiss Schnee (inspirée de  Blanche-Neige) est l’héritière de la grande fortune des Schnee. Son père est le fondateur de la « Schnee Dust Company », qui crée et envoie la Dust utile au combat dans tout le pays. Sa semblance lui permet d'utiliser des glyphes porteurs de Dust : les glyphes blancs améliorent les déplacements, les noirs manipulent la gravité… Via ces glyphes, elle peut également invoquer toutes sortes de créatures allant d’un immense chevalier en armure jusqu'à des Grimms qu'elle a vaincu en combat. Son arme est une épée (Myrtenaster) dans laquelle elle peut injecter de la Dust de différents éléments, comme le feu ou la glace. Bien qu’elle puisse sembler assez froide, égocentrique et autoritaire aux premiers abords (ce qui lui a valu son surnom de « Reine des Glaces » par bien du monde), elle peut se montrer loyale envers ses amis et très sympathique. Elle déteste sa famille et la noblesse, notamment son père, mais voue une grande admiration à sa sœur Winter. Son binôme au sein de la team RWBY est Ruby Rose, bien qu’elle n’appréciait guère la jeune fille dans ses débuts, de par son caractère enfantin et « tête de mule » au combat. Au fil de la série, elle arrive à lier des amitiés avec ses coéquipières afin de les considérer comme sa famille. Durant la bataille de Beacon, elle protège de nombreux étudiants et sauve Velvet des robots (Vol. 3). Elle renonce à son héritage (au profit de son frère Whitley) pour rejoindre sa sœur entre les volumes 4 et 5. Elle est faite prisonnière par la tribu de Raven mais est libérée lors de l'arrivée de Yang. Les deux jeunes femmes rejoignent ensuite Ruby, Oscar, Qrow et RNJ à l'académie d'Heaven (Vol. 5). Lors de la bataille d'Heaven, elle est gravement blessée par Cinder mais survit grâce à la semblance de Jaune qui boostera son aura et donc sa guérison. Le retour à Atlas est plutôt difficile entre ses retrouvailles avec son père, corrompu par Arthur Watts; sa mère alcoolique et triste, sa sœur entièrement dévouée à Ironwood et son frère qu'elle apprécie peu en raison de sa ressemblance avec son père. Cependant, elle arrive à se rapprocher de Whitley après que celui-ci lui apporte son aide pour soigner Nora et aider Mantle. Avec l'aide de sa mère, elle dénoncera son père qui complotait avec Watts et qui sera enfermé par le conseil (Vol. 7). Elle participera ensuite aux missions de réactivation de l'Amity Tower, sauve sa famille du Hound au manoir Schnee et participe activement à la bataille de l'Ever After, où elle sera celle qui tiendra le plus longtemps face à Cinder avant de tomber dans le vide à quelques mètres du portail (Vol. 8).

#### Team JNPR
- Jaune Arc (inspiré de Jeanne d'Arc): Leader de la team JNPR et meilleur ami de la team RWBY, c’est un jeune homme qui semble manquer de confiance en lui. Il a intégré l'académie de Beacon en faisant de faux papier d'inscription, sans être allé dans une autre école auparavant, pour faire honneur à sa famille. Sa semblance est découverte très tard dans la série (il est entré à Beacon sans même posséder sa semblance, chose qu’il doutait de posséder au départ) : elle lui permet d'amplifier l'aura d'autres personnes, son utilisation primaire est d'amplifier l'aura des blessés afin de les soigner (Vol. 5). Il a une épée et un bouclier pour se battre (c’est d’ailleurs le seul personnage connu pour ne posséder aucune arme mêlant arme à feu et arme blanche en une seule entité). Il est très ami avec Ruby, et est prêt à la suivre très loin pour l’aider dans ses quêtes. Il est, au début, amoureux de Weiss Schnee, mais ce n’est hélas pas réciproque. Son binôme au sein de la team JNPR est Pyrrha Nikos, envers qui il semble très attaché… Il utilise l'arme de Pyrrha pour renforcer la sienne, appelée Crocea Mors, dans le Volume 4. Il prend plus d'importance à partir du volume 4 quand il accompagne Ruby avec Nora et Ren à travers Mistral pour atteindre l'académie. Il s'améliore au combat et demeure un leader majeur en élaborant de nombreux plans. Il reste par la suite un allié fidèle de la team RWBY, l'aidant à l'académie de Mistral (Vol. 5), à Argus (Vol . 6) et à Mantle et dans la mine (Vol. 7). A Argus, c'est chez sa sœur Saphron que les teams RWBY, ORJN et Qrow se reposeront avant de tenter de voler une navette pour rejoindre Atlas avec l'aide de Terra, l'épouse de Saphron (Vol. 6). Il se recueillera également sur une statue érigée en l'honneur de Pyrrha et discutera avec sa mère. Après l'entraînement à Atlas avec les Aces Ops et la team FNKY, il affronta brièvement Néo avec son équipe avant de fuir avec l'équipe RWBY. Il décida par la suite de suivre le plan de Yang avec Oscar et Ren d'aider les citoyens de Mantle mais ne pourra pas empêcher l'enlèvement d'Oscar. Il convaincra Winter de les laisser infiltrer Monstra afin de secourir Oscar. Lors de la bataille de l'EverAfter, il participera à l'évacuation des citoyens avant de se battre contre Cinder. Sur sa demande, à contrecœur mais par pitié, il achèvera Penny grièvement blessée pour qu'elle puisse donner ses pouvoirs à Winter et ainsi empêcher Cinder de les avoir. Il sera le dernier à tomber dans le vide lors de la désagrégation de l'Ever After.

- Pyrrha Nikos  (inspirée d'Achille, de la mythologie grecque): Elle est considérée par beaucoup comme étant la meilleure chasseuse de l'académie, de par ses compétences au combat. À cause de cette réputation, elle se sent crainte par les autres élèves, et ne possède donc que peu d’amis. Elle était la première de sa classe avant d’intégrer Beacon, et a établi un record en remportant 4 fois d’affilée le tournoi régional de Mistral. Sa semblance est la polarité : elle lui permet de manipuler le métal à sa guise. Elle se bat avec une lance qui peut se transformer un fusil, et se protège avec un bouclier qu’elle peut lancer comme un boomerang sur ses ennemis (cette arme se nomme Milo). Son binôme au sein de la team JNPR est Jaune Arc, pour qui elle éprouve une réelle sympathie (celui-ci ne la connaissait pas donc n'était pas intimidé par elle) puis de l'amour. Elle est au courant du secret de Jaune mais ne le dénonce pas et décide même de l'aider à s'entraîner et à découvrir sa semblance. Ozpin la choisit pour être la prochaine Fall Maiden et il la forme dans ce but (Vol. 3). Pyrrha finit par accepter, car elle souhaite par-dessus tout protéger les autres même si cela signifie qu'elle devra s'éloigner de ses amis et de Jaune. Lors du Vytal Festival, elle participe aux phases par équipe et en duo puis au face-à-face avec Penny (Vol .3). Malheureusement, elle sera dupée par la semblance d'Emerald et détruira accidentellement Penny avec sa propre semblance (Penny et ses armes étant en métal). Pendant la bataille, elle rejoint Ozpin pour recevoir les pouvoirs d'Amber mais le processus est stoppé par Cinder. Après avoir mis Jaune à l'abri, elle combat héroïquement Cinder tout en sachant qu'elle n'a aucune chance de vaincre une Maiden seule et finit par succomber à une flèche de Cinder. Malgré sa disparition dès le volume 3, Pyrrha reste un des personnages préféré des fans de la série.

- Nora Valkyrie (inspirée de Thor, de la mythologie scandinave): C'est une orpheline. Jeune fille pleine d’énergie et d'enthousiasme, sa force physique supérieure à la norme lui permet de manipuler son marteau (Magnhild) qui peut se transformer en un canon. Lorsqu’elle était plus jeune, un orage a éclaté près de son école et elle fut accidentellement frappée par la foudre. Cela lui a permis néanmoins de débloquer sa semblance : elle lui permet d'absorber l’électricité qu’elle renvoie dans ses muscles pour renforcer sa force, et frapper encore plus fort que d'habitude. Elle arriva notamment à frapper le colosse Hazel que même Qrow n'arrivait pas à toucher (Vol. 5). Son binôme au sein de la team JNPR est Lie Ren, qu’elle connaît depuis bien longtemps. Elle le rencontre lors de l'attaque du Nuckelavee qui tua les parents de Ren. Ils affrontent le monstre avec Jaune et Ruby et parviennent à le vaincre (Vol. 4). Elle sera par la suite une alliée fidèle de la team RWBY, l'aidant à l'académie de Mistral (Vol. 5), à Argus (Vol . 6), à Mantle et dans la mine (Vol. 7). Sa relation avec Ren évolue vers l'amour dès le volume 7 mais ils se séparent dans le volume 8 pour effectuer deux missions distinctes. Dans le volume 8, Nora, en voulant aider Penny, se blesse gravement en absorbant une quantité immense d'électricité et est amenée au manoir Schnee pour être soignée par Klein. Alitée en compagnie de Penny, elle tentera de lui rappeler qu'elle n'est pas qu'une machine pour qu'elle se batte contre son virus. Elle mettra du temps à récupérer et « rompra » avec Ren à contrecœur, car elle veut arriver à mieux savoir qui elle est avant de s'investir dans une relation. Lors de la bataille de l'EverAfter, elle participera à l’évacuation des citoyens et franchira le portail dans le but d'amener de l'aide, sans savoir que le portail est infranchissable dans l'autre sens.

- Lie Ren (inspiré de Fa Mulan : C'est l'ami d'enfance de Nora. D’un naturel assez calme et réservé, c’est quelqu’un d’assez sage mais qui sait montrer un certain sérieux quand la situation est grave. Sa semblance lui permet de masquer ses émotions et celles des autres lorsqu’il les touche (elle peut s’avérer très pratique contre les Grimms, car ils ont besoin de détecter les émotions pour percevoir les humains).Il a débloqué sa semblance le soir où son village a été détruit par des Grimms mené par le terrible Nuckelavee, et où ses parents sont décédés. Il tuera le Grimm surpuissant en compagnie de Nora, Jaune et Ruby lors de leur expédition à Mistral (Vol. 4). Il sera par la suite un allié fidèle de la team RWBY, l'aidant à l'académie de Mistral (Vol. 5), à Argus (Vol. 6), à Mantle et dans la mine (Vol. 7). Sa semblance évolue plus tard dans la série, ce qui lui permet de distinguer les émotions chez les autres (Vol. 8). Il se servira de ce pouvoir pour tenter de comprendre les émotions chez les Aces Ops mais aussi chez Emerald (Vol. 8). Il se bat avec des pistolets qui possèdent des lames incrustées dans leur manche (StormFlower). Son binôme au sein de la team JNPR est Nora Valkyrie. Si leur relation évolue vers l'amour (Vol. 7), leur divergence d'opinion et les problèmes d'identités de Nora font qu'ils finissent par se séparer (Vol. 8). Lors de la bataille de l'EverAfter, il franchira le portail avec Oscar et Emerald pour protéger les habitants d'Atlas sans savoir que le portail est infranchissable dans l'autre sens.

#### Team SSSN
- Sun Wukong (inspiré de Sun Wukong): Sun est un Faunus (avec les caractéristiques d'un singe) qui se lie d'amitié avec Blake et décide de l'aider dans son enquête sur la nouvelle branche de la White Fang (Vols 1 & 2). Son arme est Ruyi Bang and Jingu Bang, un long bâton qui peut se transformer en paire de nunchakus composés de pistolets. Sa semblance lui permet de projeter deux clones de lui mais qui sont facilement destructibles. Il participe au Vytal Festival avec son équipe et est qualifié pour la phase des duels où il est choisi comme représentant (Vol. 3). Il part ensuite avec Blake à Ménagerie dans le but de la protéger et de l'aider (Vol. 4). Il l'aidera à réunifier les faunes et défendra la maison des Belladona contre l'assaut des faunes extrémistes menés par les frères Albin et Ilia (Vol. 5). Il est actuellement Hunter à Vacuo et son équipe fait partie des personnages principaux du livre RWBY: Before the Dawn avec l'équipe CFVY.

- Neptune Vasilias (inspiré de Poséidon/Neptune, le dieu de la mer): il est le meilleur ami et coéquipier de Sun et est attiré par Weiss (Vol. 2). Il assiste notamment Yang lors des enquêtes nocturnes de la team RWBY puis participe au tournoi de Vytal où il sort victorieux des deux premiers tours. Avec son équipe, il participe également à la bataille de Beacon (Vol. 3). Malgré son prénom (faisant référence au dieu romain de la mer), il a une peur panique de l'eau. Il a ainsi beaucoup de mal à utiliser sa semblance qui lui permet de maîtriser l'eau liquide. Son arme est Tri-Hard, un grand fusil qui peut se transformer en trident ou en guandao. Il est actuellement Hunter à Vacuo.
- Scarlet David : il se bat avec Hook and Darling, un pistolet à silex et un coutelas. Il perd assez facilement face à la team NDGO lors du premier tour du tournoi de Vytal. Il participe ensuite à la bataille de Beacon et suit par la suite son équipe à Shade.
- Sage Ayana : il se bat avec Pilgrim, une large mais courte épée. Il perd assez facilement face à la team NDGO lors du premier tour du tournoi de Vytal. Il participe ensuite à la bataille de Beacon et suit par la suite son équipe à Shade.
- Nolan Porfirio: il était d'abord membre de l'équipe BRNZ vaincue par la team JNPR au premier tour du tournoi de Vytal. Mais tous ses coéquipiers (Roy Stallion, May Zedong et Brawn Ni) périrent durant la bataille de Beacon et il rejoint par la suite l'équipe SSSNN.

#### Team CFVY
- Coco Adel  (inspirée de Coco Chanel et du cacao) est la leader de la Team CFVY. Elle est très bien habillée et son arme "Gianduja" est un sac à dos qui se transforme en "gatling". Sa semblance « Hype » lui permet d'amplifier les effets et les pouvoirs de la Dust, rendant ses attaques très puissantes. Pendant le tournoi de Vytal, elle perd au deuxième acte avec Yatsuhashi face à Emerald et Mercury, après avoir été distraite par les hallucinations d'Emerald. Avec son équipe, elle aide à nettoyer l'invasion de Grimms à la fin du volume 2 et participe à la bataille de Beacon à la fin du volume 3. Son équipe est transférée à Vacuo après la chute de Beacon. Même si la team CFVY n'est pas apparue dans le dessin animé depuis la fin de la saison 3, ils sont les personnages principaux de deux livres appelés RWBY : After the Fall et RWBY: Before the Dawn.

- Velvet Scarlatina (inspirée par Le lapin de velours et le Red velvet cake) est un Faunus à moitié lapin. Elle était harcelée par Cardinal et ses coéquipiers à cause de son origine Faunus. Elle est très agile et photographie constamment les armes des autres étudiants avec "Anesidora", son arme. Coco l'empêche de se battre jusqu'à l'invasion de Beacon où elle révèle sa grande puissance en tenant tête à de nombreux paladins (Vol. 3). Elle peut en effet utiliser toutes les armes qu'elle a prises en photo et en faire des copies solides et peut copier les techniques de combat des autres chasseurs grâce à sa semblance. Peu mise en avant dans la série, Velvet est cependant un personnage très apprécié par les fans de la série.

- Yatsuhashi Daichi est un jeune homme très grand et musclé. Il se bat avec Fulcrum, une grande épée dont l’extrémité est courbée comme un hameçon. Sa semblance lui permet d'altérer et d'effacer la mémoire. Pendant le tournoi de Vytal, il perd au deuxième acte avec Coco face à Emerald et Mercury.

- Fox Alistair est un jeune homme à la peau mate et aux cheveux rouges. Il se bat avec deux lames recourbées qui sont attachées à ses avant-bras. Sa semblance, la télépathie, lui permet de communiquer avec ses coéquipiers, il ressent également leurs émotions.

#### Team CRDL
- Cardinal Winchester : un apprenti chasseur de l'académie de Beacon qui harcelait Jaune ou Velvet. Son arme est The Executioner, une masse en titane. Il découvre le secret de Jaune et le fait chanter jusqu'à ce que Jaune le sauve. Il est le leader de l'équipe CDRL, mais son équipe n'est pas très forte car Pyrrha les vainc seule lors d'un entraînement. Ils réussissent cependant à passer le premier tour du tournoi de Vytal mais cèdent face à Penny et Ciel Soleil. Ils ne participeront pas à la bataille de Beacon et leur sort est inconnu
- Russel Thrush : un des membres de l'équipe qui harcelait Velvet mais qui fait preuve de couardise face à un Ursa. Il se bat avec une paire de courtes dagues. Il fait équipe avec Sky lors du deuxième tour du tournoi de Vytal et se fait battre à plate couture par Penny.
- Dove Bronzewing : un des membres de l'équipe qui harcelait Velvet mais qui fait preuve de couardise face à un Ursa. Il est considéré comme le plus fort membre de l'équipe et se bat avec Hallshott, une courte épée en bronze.
- Sky Lark : un des membres de l'équipe qui harcelait Velvet mais qui fait preuve de couardise face à un Ursa. Il se bat avec une espèce d'hallebarde appelée Feather's Edge. Il fait équipe avec Russel lors du deuxième tour du tournoi de Vytal et se fait battre à plate couture par Penny.

#### Team STRQ
- Summer Rose est la mère de Ruby. Elle est morte en combattant en Salem mais sa disparition reste encore un mystère. Elle possède le pouvoir des yeux d'argent, dont sa fille a hérité. Yang considère plus Summer comme sa mère que Raven, qui l'a abandonnée.

- Taiyang Xiao Long est le père de Ruby et Yang. Il aide sa fille aînée à s'entraîner dans le volume 4, après qu'elle a perdu son bras. Il est toujours en contact avec Raven.

- Raven Branwen est la mère de Yang. Elle a abandonné sa famille et Yang lui en veut énormément. Bien qu'elle utilise sa semblance (des portails dimensionnels qu'elle utilise pour rendre visite à quelques êtres chers comme Yang, Taiyang ou Qrow) pour surveiller et sauver Yang de Néo dans le volume 2. Elle n'hésite pas à l'affronter à Mistral pendant le volume 5. Comme son frère, elle peut se transformer en corbeau à la suite des améliorations magiques d'Ozpin. Raven est également la Spring Maiden, ce qui en fait l'un des plus puissants personnages de la série. Les réelles motivations de Raven sont peu évidentes : elle craint Salem mais décide de s'emparer de l'artefact de la lampe qu'elle donne à sa fille par lâcheté. Elle semble vouloir protéger sa tribu et sa famille, mais ne le montre pas vraiment.

- Qrow Branwen, le frère jumeau de Raven et l'oncle de Yang et Ruby (indirectement), utilise une arme semblable à celle de Ruby. Sa semblance lui attire la mauvaise fortune, il se considère comme maudit et passe beaucoup de temps à boire. Comme sa sœur, il peut également se transformer en corbeau. Il est fidèle à l'organisation secrète d'Ozpin et est en conflit avec les autorités, notamment celle d'Atlas représentées par James Ironwood et Winter Schnee. Dès le volume 4, il suit Ruby et JNR à Mistral et affronte Tyrian, combat dont il sort empoisonné. À partir du volume 5, il devient le mentor des teams RWBY et ORJN, qu'il guide tant bien que mal à travers Mistral et Atlas. Dans le volume 7, il se rapproche de Clover Ebi, le leader des Ace Ops, qui a comme semblance la bonne fortune. Il sera dévasté par sa mort, faite avec son arme par Tyrian. Il profite de l'attaque de Cinder pour s'échapper de la prison en compagnie de Robyn. Il souhaite tuer Ironwood pour venger Clover mais reporte ses plans pour tenter d'empêcher le largage de la bombe avec Robyn et Marrow. Il affronte Harriet et alors que la bombe va tomber, il touche le badge de Clover qui bloque la bombe contre un mur. Malheureusement, celle-ci est toujours active et il s'enfuit, assistant avec impuissance au sacrifice de Vine et à la destruction d'Atlas et Mantle.

#### Team FNKY
- Flynt Coal (inspiré de Minecraft) est un jeune homme métis, habillé comme un musicien de jazz. Il se bat avec une trompette et sa semblance (« Killer Quartet ») lui permet de créer un Quatuor musical très puissant. Avec sa partenaire Neon Katt, il affronte Weiss et Yang lors du deuxième tour du tournoi de Vytal. Il apprécie peu la famille Schnee. Il prend le dessus sur Weiss, mais est presque vaincu lorsqu'elle le pousse sur un geyser. Il est par la suite vaincu par Yang. Il félicite par la suite Weiss pour son sacrifice et participe à la bataille de Beacon. Il réapparaît au volume 7 et se bat contre l'équipe ORJN lors de l'entraînement. Comme ses coéquipiers, il participe à l'affrontement de la plaine d'Atlas, et son sort est inconnu.

- Neon Katt  (inspirée du même Nyan Cat) est une jeune femme hyperactive qui se déplace sur des rollers et laisse derrière elle une traînée arc-en-ciel. Elle est Faunus à moitié chat. Elle se bat avec un nunchaku et parle énormément au point de déconcentrer Yang lors de leur affrontement au second tour du tournoi de Vytal. Yang finit par la vaincre en détruisant le sol, ce qui déstabilise Neon qui trébuche avec ses rollers. Elle participe ensuite à la bataille de Beacon, et réapparaît au volume 7 et se bat contre l'équipe ORJN lors de l'entraînement. Comme ses coéquipiers, elle participe à l'affrontement de la plaine d'Atlas et son sort est inconnu.

- Kobalt apparaît au volume 7 et se bat contre l'équipe ORJN lors de l'entraînement. Il semble se battre à mains nues. Comme ses coéquipiers, il participe à l'affrontement de la plaine d'Atlas et son sort est inconnu.

- Yvori apparaît au volume 7 et se bat contre l'équipe ORJN lors de l'entraînement avec un fouet. Comme ses coéquipiers, il participe à l'affrontement de la plaine d'Atlas et son sort est inconnu.

#### Personnel de Beacon
- Ozpin (inspiré du Magicien d'Oz est headmaster (directeur) de l'académie de Beacon (Vols. 1 à 3). Il est attentionné et bienveillant envers ses élèves. Son arme est une canne (appelée « The Long Memory ») qui renferme une grande puissance magique. Cette puissance vient du fait qu'il est la réincarnation d'Ozma, le grand ancien amour de Salem voué à l'affronter car les deux sont immortels. Il s'intéresse à Ruby (et à sa faculté des yeux d'argent) dès son arrivée à Beacon. Lors du Vytal Festival, il est contre le déploiement militaire d'Ironwood, mais travaille secrètement avec lui, Glynda et Qrow sur un mystérieux ennemi. Il raconte l'histoire des quatre Maidens à Pyrrha et souhaite qu'elle remplace l'actuelle, grièvement blessée, une fois que Pyrrha aura obtenu son diplôme. Mais l'attaque de Beacon accélère le processus qui échoue à cause de Cinder. Il se bat contre elle et arrive à l'égaler malgré le fait qu'elle ait volé les pouvoirs d'Amber. Il périt durant ce combat. Son esprit se réincarne cependant en Oscar, un jeune fermier d'Anima (Vol. 4). Il le convainc de rencontrer le dénommé Qrow et de se former auprès de lui (volume 5). Il a toutefois du mal à s'imposer auprès d'Oscar qui souhaiterait réfléchir par lui-même. À Heaven, il émet des doutes concernant la loyauté de Lionheart, et avoue que la haine d'Hazel envers lui est injuste, car il n'est pour rien dans la mort de sa sœur Gretel. Lors de la révélation de Jinn, il se renferme au plus profond de l'esprit d'Oscar, furieux qu'ils aient découvert son secret (Vol. 6). Il réapparaît plus tard, pour sauver Oscar d'une chute (volume 7), mais décide de garder cela secret. Il finit cependant par s'excuser auprès de Qrow, RWBY et RNJ, qui décident de lui offrir une seconde chance (volume 8). Lors de la captivité d'Oscar, il soulage un peu la douleur de la torture subie par Oscar et est impressionné par la capacité de son nouvel hôte à convaincre Hazel de changer de camp.

- Glynda Goodwitch (inspirée de Glinda, la gentille sorcière du Sud). Stricte, juste et attentionnée, Glynda est une des professeures de Beacon et le bras droit d'Ozpin, et est actuellement la directrice de l'école de Beacon. Elle se bat avec une cravache (« The Disciplinarian ») qu'elle combine avec sa semblance, la télékinésie. Elle sauve notamment Ruby lors de son premier affrontement avec Cinder et Roman (Vol. 1). Par la suite, elle veille à éduquer et faire progresser tous ses étudiants. Lors du Vystal Festival, elle paraît très froide avec Ironwood et n'apprécie pas ses décisions militaires. Elle participe aux batailles de Vale (Vol. 2) et de Beacon (Vol. 3).

- Peter Port (inspiré du roman Pierre et le Loup) est un des professeurs de Beacon, qui enseigne le combat contre les Grimms. Il se bat avec "Blowhard", une hache à double tranchant qui sert aussi de tromblon. Il commente notamment le tournoi de Vytal avec Oobleck, et participe à la bataille de Beacon en sa compagnie (volume 3). Par la suite, il rend visite à Taiyang et tente de redonner du courage à Yang (Vol 4).

- Bartholomew Oobleck (inspiré du roman Bartholomew et l'Oobleck (en)) est un des professeurs de Beacon qui enseigne l'Histoire. Son arme est « Antiquity's Roast », un thermos pouvant servir de batte et de lance-flamme. Il accompagne la team RWBY sur le terrain dans un village désaffecté près de Vale. Il les met à l'épreuve et leur demande à toutes pourquoi elles veulent devenir des chasseuses. Par la suite, il affronte les robots de la White Fang sur le toit du train en compagnie de Zwei et Ruby (Vol. 2) et prend part à la bataille de Beacon avec Peter Port (Vol. 3). Par la suite, il rend visite à Taiyang et tente de redonner du courage à Yang (Vol 4).

- Amber est une ancienne Fall Maiden gravement blessée par Cinder, Mercury et Emerald lors d'une embuscade, mais sauvée par Qrow. Elle est mise dans un caisson qui la maintient en vie avant qu'Ozpin lui trouve une personne pour lui succéder. Alors que ses pouvoirs sont transférés à Pyrrha, elle est achevée par Cinder qui récupère la totalité de ses pouvoirs.

#### Armée d'Atlas
- Penny Polendina (inspirée de Pinocchio) : elle rencontre la team RWBY durant le Vytal Festival et se lie d'amitié avec Ruby. Elle lui avoue plus tard être le premier androïde à avoir généré une aura et donc ne pas être humaine, ce qui ne perturbe absolument pas Ruby. Elle se bat avec une dizaine d'épées qu'elle peut faire léviter. Elle utilise ses compétences de combattante pour aider sa première amie Ruby à combattre Roman sur les quais. Elle participe ensuite au Vytal Tournament pour le royaume d'Atlas et semble être sous l'autorité de James Ironwood. Elle arrive facilement jusqu'à la phase de 1-VS-1 où elle affronte Pyrrha. Malheureusement, à la suite de la manipulation mentale d'Emerald sur Pyrrha, cette dernière utilise sa "semblance" pour contrôler les armes de Penny et la détruit accidentellement. Cet évènement marque le début de la bataille de Beacon. Durant le volume 7, la team RWBY rejoint Atlas et rencontre Pietro Polendina, le "père" de Penny qui révèle qu'il lui a redonné vie grâce à son aura mais qu'il ne pourra plus jamais le faire. Penny est désormais la protectrice de Mantle, la ville sous Atlas, et la défend des invasions des Grimms. Elle est injustement accusée des meurtres commis par Tyrian. Lors de l'attaque de Cinder, elle rejoint Winter afin de protéger Fria, la Maiden de l'hiver. Elle sauve Winter d'une mort certaine et est la seule à pouvoir approcher Fria une fois que celle-ci a activé ses pouvoirs. Avant de mourir, elle lui transmet ses pouvoirs et fait de Penny la nouvelle Maiden. Elle s'enfuit par la suite avec les protagonistes car ils craignent qu'Ironwood ne déconnecte Penny pour donner ses pouvoirs à Winter. Elle aide le groupe à s'infiltrer dans le bureau et à lancer le message de révélation de Ruby au reste de Remnant. Après avoir battu Néo et Cinder, le piratage de Watts la rend inconsciente. Elle se crashe au manoir Schnee où elle est recueillie et soignée avec Nora. Cependant, le piratage est toujours conscient et la force à aller dans la crypte pour récupérer la relique. Jaune arrive cependant à booster l'aura de Penny pour diminuer l'effet du piratage. Ruby décide par la suite d'utiliser le pouvoir de la lance de création pour sauver Penny en demandant à « Ambrosius » (l'esprit de la lance) de créer une Penny uniquement robot et infectée par le virus. Comme le pouvoir de la lance ne peut pas détruire l'aura de Penny et ses pouvoirs, il crée également par effet ricochet une Penny entièrement humaine. Malheureusement, elle ne va pas profiter longtemps de son nouveau statut, car Cinder la blesse grièvement lors du combat de l'Ever After, où Penny décide de sauver ses amis et les citoyens d'Atlas plutôt que de fuir vers Vacuo. Elle demande par la suite à Jaune de l'achever afin d'être maîtresse finale de son destin en donnant les pouvoirs à Winter.

- James Ironwood (inspiré du "Soldat de Métal") est directeur de l'académie d'Atlas. Il se bat avec un pistolet. Il possède un bras robotique. Sa semblance passive « Mettle » lui permet de se concentrer pleinement sur ses plans, mais le plonge dans la paranoïa et la colère si les évènements ne se passent pas comme prévu. Il apparaît pendant le Vytal Festival afin d'apporter une aide militaire à Beacon, une aide peu appréciée par Ozpin et Glynda (Vol.2). Il semble peu apprécier Qrow et tient à garder secrète la nature de Penny. Lors de la bataille de Beacon, il protège les élèves mais est particulièrement affecté par le hackage de ses robots (volume 3). Par la suite, il parle du danger que court Atlas à Jacques Schnee et vient en aide à Weiss quand elle perd le contrôle lors d'une cérémonie en l'honneur des tombés de Beacon (volume 4). Pour protéger Atlas, il ferme les frontières (volume 5). Il accueille cependant avec plaisir les teams RWBY, ORNJ et Qrow lors de leur arrivée à Atlas (volume 7). Il les fait s'entrainer avec les Aces Ops et demande à Pietro d'améliorer leurs armes. Il souhaite restaurer une tour de communication, l'« Amity Tower », afin de révéler au monde l'existence de Salem, mais sa paranoïa l'empêche d'en parler à Robyn, une opposante politique venant de Mantle, la ville sacrifiée au détriment de l'académie. En effet, dans sa volonté de protéger l'académie d'Atlas, il l'a envolée dans le ciel et séparée de Mantle, qui vit dans le danger permanent d'attaques de Grimms. Lorsqu'il est accusé de complotisme par Jacques Schnee, il s'en sort grâce à l'intervention de Weiss et décide de s'allier à Robyn afin de protéger Atlas et Mantle. Malheureusement, les menaces de Salem (qui lui rappelle son échec à Beacon et les traîtres présents à Atlas), les cachoteries de Ruby (sur l'immortalité de Salem) ou de Yang et Blake (quand elles ont prévenu Robyn) le plonge dans une paranoïa plus forte qui le pousse à déclarer la loi martiale et l'arrestation des teams RWBY, ORJN, de Qrow et de Maria. Après la fuite de Penny, il tente de la convaincre de revenir, et force Watts à créer un virus pour la contrôler (volume 8). Il assassine de sang-froid un conseiller s'opposant à la loi martiale, ce qui ne manque pas de faire réagir Winter. Il ordonne aux Ace Ops de faire exploser Monstra qui est finalement détruite par Oscar. Il décide alors d'utiliser la bombe pour faire exploser Mantle si Penny ne se rend pas, lui posant un ultimatum. Après la rébellion de Marrow et Winter, il se fait battre par celle-ci et enfermer par Winter. Mais sa cage cède lors d'assauts, il en profite pour fuir et tue sur le passage Jacques Schnee. Il se bat contre Winter qui l'emporte grâce à ses nouveaux pouvoirs de Maiden. Il meurt par la suite lors de la chute d'Atlas sur Mantle.

- Winter Schnee (inspirée de la saison Hiver) est le lieutenant de James Ironwood et la sœur aînée de Weiss. Elle se sépare très vite de son père, ne supportant son comportement autoritaire. Elle est très à cheval sur la loyauté et l'honneur. Elle semble avoir un grief avec Qrow. Lorsqu'elle revoit sa sœur, elle l'aide à travailler ses glyphes, notamment sur le pouvoir d'invocation que Weiss ne maîtrise pas encore. Elle est heureuse du retour de Weiss (dans le volume 7) mais reste fidèle à Ironwood : elle doit devenir la prochaine Winter Maiden, car la précédente est âgée et malade. Les retrouvailles avec son père sont glaciales et elle s'emporte contre ses décisions. Elle affronte par la suite Cinder avec Penny, afin de protéger Fria, et est gravement blessée. Elle désobéit pour la première à Ironwood en laissant partir sa sœur et Penny malgré leur avis d'arrestation. Peu à peu, elle s'éloigne d'Ironwood qui commence avoir des réactions disproportionnées, notamment lorsqu'il tue un conseiller ou tente d'abattre Marrow. Elle permet également à Yang, Ren et Jaune d'aller dans Monstra pour sauver Oscar, malgré les protestations d'Harriet. Elle s'allie finalement aux teams RWBY, ORNJ et à Emerald pour destituer Ironwood et permettre l'évacuation de Mantle et d'Atlas. Dans la crypte, elle affronte Ironwood qui s'est évadé. Elle est sur le point d'être vaincue quand Penny meurt et lui donne ses pouvoirs de Maiden. Elle reconnaît alors avoir été la machine tandis que Penny avait plus de cœur et la remercie pour son amitié et sa confiance. Elle vainc Ironwood puis affronte Cinder mais ne peut sauver Weiss et Jaune de leur chute dans l'« Ever After ». Elle est la dernière à franchir le portail et affronte les Grimms pour protéger tous les réfugiés dont sa mère et son frère.

- Pietro Polendina  (inspiré de Gepetto), est le père de Penny. C'est un ingénieur d'Atlas qui se déplace sur un fauteuil qui a des jambes. Sa semblance lui permet d'insuffler de l'aura dans des machines. Après la destruction de Penny, il la recrée mais affirme à l'équipe RWBY qu'il ne pourra pas le faire une troisième fois, car il n'a plus assez d'énergie, et il risquerait sa vie. C'est également lui qui a construit les yeux bioniques de Maria. Il aide les protagonistes et sa fille à fuir pour la protéger d'Ironwood. Avec l'aide de Penny et de Maria, il remet l'Amity Tower en marche et diffuse le message de Ruby vers tout Remnant, avant que Penny ne succombe au virus. On ignore ce qu'il devient par la suite.

- Caroline Cordovin  (inspirée de la comptine There was an Old Woman Who Lived in a Shoe (en) est une petite femme, et la cheffe de la base d'Atlas à Argus. Elle a eu par le passé un différend avec Maria Calavera. Elle refuse que les teams RWBY, ORJN, Qrow et Maria rejoignent Atlas, car Ironwood a ordonné la fermeture des frontières. Elle autorise cependant Weiss à rentrer chez elle, et la jeune femme lui vole une navette avec Maria avec l'aide de Saphron et Adrian. Elle combat par la suite tout le groupe avec un robot gigantesque qui sera mis hors d'usage après un long combat. Ravalant sa fierté, elle aide par la suite le groupe à vaincre le terrible Léviathan qui se dirige vers Argus et autorise le groupe à voler vers Atlas en remerciement de leur aide.

- Fria (inspirée de la Fée Bleue[7]) détient les pouvoirs de la Winter Maiden (au début du volume 7). C'est une femme âgée et malade. Elle est gardée sous protection dans une base à Atlas et seule Winter, son héritière désignée, lui rend visite. Alors que Cinder tente de la tuer pour voler ses pouvoirs, elle active une tempête de neige qui repousse Cinder, prouvant sa puissance malgré son âge. Dans son dernier souffle, elle décide de donner ses pouvoirs à Penny qui est la seule à avoir pu passer la tempête de neige et qui lui a apporté un minimum de réconfort.
- Ciel Soleil : c'est la partenaire de Penny lors du deuxième tour du tournoi de Vytal. Elle ne s'est pas battue et sert juste de « nounou » à Penny. Elle n'a plus jamais été revue depuis.

#### Ace Ops
- Clover Ebi (inspiré du conte A fisherman's good luck (en)) est le leader des Ace Ops, l'unité d'élite des chasseurs d'Atlas à la solde d'Ironwood. Sa semblance est la bonne fortune (à l'opposé de celle de Qrow) et il se bat avec une canne à pêche. Il forme avec son équipe les équipes RWBY et ORJN, puis collabore avec eux et Qrow afin de se débarrasser du Grimm de la mine de Solitas. Il est impliqué dans la restauration de l'Amity Tower. Il félicite Qrow pour la formation qu'il a réussi à donner aux équipes RWBY et ORJN, tout en faisant face à Salem et ses sbires. Avec Qrow et Robyn, il participe à l'arrestation de Tyrian. Malheureusement, le mandat d'arrêt contre Qrow force les deux hommes à se battre et Tyrian profite de cette diversion pour défaire ses liens et tuer Clover avec l'arme de Qrow, rendant ce dernier inconsolable. Son badge, qu'il touchait toujours pour avoir de la bonne fortune, est récupéré par Qrow et semble toujours fonctionner.

- Harriet Hart  (inspiré du lièvre dans Le lièvre et la tortue): une des membres des Aces Ops, son partenaire est Marrow (qui a remplacé un dénommé Tortuga, inspiré de la tortue dans Le lièvre et la tortue). Sa semblance est sa grande vitesse qu'elle combine avec une armure articulée qui lui permet de donner de forts coups au corps à corps. Comme ses trois autres coéquipiers, elle montre l'efficacité de son équipe et met un point d'honneur à prouver qu'il n'y a aucune affection entre eux : ce sont juste des soldats. Elle se bat avec véhémence contre l'équipe de RWBY après qu'Ironwood a ordonné leur arrestation et est la dernière à avoir été vaincue par Ruby et Weiss (Vol 7). Elle est choquée de l'assassinat d'un conseiller par Ironwood, mais continue à agir comme un soldat loyal en refusant le dialogue avec RWBY, ORJN, Qrow ou Robyn. Elle s'oppose à Winter quand celle-ci libère Yang, Ren et Jaune et la dénonce auprès d'Ironwood. Ren comprend avec sa nouvelle semblance qu'elle n'est pas si insensible, et même qu'elle est terriblement en colère et désemparée après la mort de Clover. Elle tente alors par tous les moyens d'amorcer la bombe visant à détruire Mantle, et n'est finalement stoppée que par les paroles d'Elm et Vine. Elle assiste avec impuissance au sacrifice de Vine.

- Marrow Amin (inspiré de la fable The Dog and It's reflection (en) (Ésope)) est un des membres des Aces Ops, avec pour partenaire Harriet. Il est Faunus (à moitié chien) et se bat avec un boomerang géant. Sa semblance lui permet de ralentir ses ennemis en disant « Stay », cependant cette semblance a un champ d'action peu étendu et peut le fatiguer. C'est le membre le plus jeune et le plus récent des Aces Ops, qui éprouve de la sympathie pour les autres, notamment Jaune. Il assiste au congrès de Robyn et est impuissant face aux assassinats de Tyrian. Contrairement à Harriet et Elm, il préfèrerait arrêter la team RWBY en étant plus pacifique et n'approuve pas toutes les décisions et actions d'Ironwood. Il est battu par Weiss assez facilement. Il est par la suite le membre de l'équipe qui est le plus réfractaire aux ordres d'Ironwood. Ren comprend via sa semblance qu'il a peur. Il va même jusqu'à s'opposer à lui, ce qui lui aurait causé son élimination par Ironwood si Winter n'était pas intervenue. Il s'allie avec Qrow et Robyn pour stopper la bombe mais s'interpose devant ses anciens coéquipiers pour les sauver de l'explosion d'un robot piraté. Il assiste par la suite à la chute d'Atlas sur Mantle.

- Elm Ederne (inspirée du conte L'Orme et la Vigne (en)) est une des membres des Aces Ops. Son partenaire est Vine. Cette femme robuste se bat avec un marteau capable d'envoyer des roquettes. Sa semblance lui permet de développer des racines d'énergie qui l'ancrent dans le sol. C'est la plus forte des Aces Ops après Clover. Comme Harriet, elle se montre très véhémente envers la team RWBY après qu'Ironwood a ordonné leur arrestation. Elle sera battue par les efforts conjugués de Blake et Yang (Vol. 7). Elle est choquée de l'assassinat d'un conseiller par Ironwood, mais continue à agir comme un soldat loyal. Ren comprend qu'elle est plus émotive qu'elle voudrait le laisser paraître. Lorsqu'Harriet tente d'activer la bombe, elle tente de la convaincre d'abandonner cette idée et assiste impuissante au sacrifice de Vine et la destruction d'Atlas et de Mantle.

- Vine Zeki (inspiré du conte L'Orme et la Vigne (en)) est un des membres des Aces Ops. Sa partenaire est Elm. Cet homme fin, sans arme, se bat en utilisant sa semblance ("les lianes") qui lui permet de fabriquer des extensions de ses bras ou de ses jambes et de leur donner des formes (main, faux…). Il n'est pas très expressif et est moins belliqueux qu'Harriet et Elm. Lors de l'affrontement face à RWBY, il est le premier vaincu par Blake et Yang. Il est choqué de l'assassinat d'un conseiller par Ironwood, mais continue à agir comme un soldat loyal. Comme Elm, il convainc Harriet de ne pas activer la bombe qui est malheureusement sur le point d'exploser. Pour protéger ses "amis" de la déflagration, Vine décide de créer une sphère avec sa semblance autour de la bombe et se sacrifie ainsi pour les sauver.

##### Happy Huntresses / Chasseuses heureuses
- Robyn Hill (inspiré de Robin des Bois) est une Chasseuse leader du groupe des Happy Huntresses, une équipe ne dépendant pas de l'autorité d'Ironwood, et se battant pour la sécurité des habitants de Mantle. Elle est une figure politique appréciée et fortement opposée à Ironwood mais également à Jacques Schnee, contre qui elle perd pour un siège au conseil après le piratage de Watts. Elle fait cependant confiance à Yang et Blake sur la bonne foi du général. Elle affronte et arrête le psychopathe Tyrian, responsable de meurtres, avec Qrow et Clover. Elle est cependant enfermée après le meurtre de Clover malgré son innocence et malgré le fait qu'elle puisse prouver l'innocence de Qrow avec sa semblance, qui lui permet de savoir si l'interlocuteur qu'elle touche dit la vérité ou ment. Elle s'évade par la suite avec Qrow lors de l'attaque de Cinder pour libérer Watts et tente de convaincre Qrow de ne pas tuer Ironwood. Ils s'allient à Marrow pour empêcher Harriet d'activer la bombe puis assiste, impuissante, à la chute d'Atlas sur Mantle après le sacrifice de Vine.

- Fiona Thyme (inspirée de Frère Tuck), membre des Happy Huntresses, est Faunus à moitié mouton. Sa semblance lui permet de stocker des objets dans d'autres dimensions. Elle est gravement blessée par Tyrian lors du meeting de Robyn. Par la suite, elle se charge de l'évacuation de Mantle avec Joanna et franchit le portail vers Vacuo.

- May Marigold (inspirée de « Marianne »), membre des Happy Huntresses, a été rejetée par sa famille du fait de sa trans-identité. Sa semblance lui permet de rendre invisible des personnes ou des objets. Elle aide Ruby, Penny, Weiss, Nora et Blake à s'infiltrer dans le bureau de Pietro, puis à s'échapper pour se réfugier au manoir Schnee. Elle finit cependant par s'en aller pour aider l'évacuation de Mantle, et franchit le portail vers Vacuo.

- Joanna Greenlaf (inspirée de Petit Jean), membre des Happy Huntresses, semble devenir leur leader après l'arrestation de Robyn. Comme ses coéquipières, elle se bat pour la sécurité des habitants de Mantle, et franchit le portail vers Vacuo.

#### Autres
- Oscar Pine est un jeune fermier vivant à Mistral avec son oncle et sa tante. Après sa mort, Ozpin se réincarne en Oscar, ce qui crée une grande confusion dans l'esprit du jeune homme. Il finit par rejoindre Qrow et les autres à la fin du volume 4. Il s'entraîne par la suite au combat, notamment avec Ruby (Vol. 5), mais ne veut pas utiliser les pouvoirs d'Ozpin ni le laisser prendre le contrôle du combat, lorsque par exemple il se bat contre Hazel à Beacon. Après les révélations de Jinn, Ozpin cesse de lui parler et laisse Oscar seul durant la traversée d'Anima (Vol. 6). Il s'enfuit après une confrontation avec Jaune à Argus mais réapparaît bien déterminé à aider les teams RWBY et RNJ. A Atlas, il suit un entraînement personnel avec Ironwood et n'est pas à l'aise avec les cachoteries de Ruby (Vol. 7). Ruby lui confie la lampe mais Néo la lui subtilise après un combat acharné. Il tente de raisonner Ironwood, mais celui-ci le tire dessus et le précipite dans le vide, il n'est sauvé que par la réapparition d'Ozpin. Une fois que Salem apprend son existence, elle envoie « The Hound » pour le capturer (Vol. 8). Dans Monstra, il se fait torturer par Hazel qui voue une haine à Ozpin, mais il arrive à gagner sa confiance en réveillant son instinct protecteur et en lui montrant comment on utilise la lampe. Il s'enfuit en compagnie d'Emerald en volant la lampe, mais ils sont rattrapés par Salem. Hazel réussit à l'immobiliser et permet à Oscar de lancer un sort très puissant qui détruit provisoirement la sorcière mais qui met également fin à la vie d'Hazel. Par la suite, il reste le seul à faire confiance à Emerald et il franchit le portail vers Vacuo en premier afin de protéger les citoyens d'Atlas et Mantle.

- Ilia Amitola est une Faunus caméléon qui a rejoint la White Fang en même temps que Blake. Elle se bat contre l'oppression des humains car ses parents sont décédés en travaillant dans une mine dans des conditions indécentes. Lors du retour de Blake à Ménagerie, elle lui fait face mais ses sentiments sont partagés entre l'ancienne amitié et l'amour qu'elle a pour Blake et sa détermination à utiliser la force et la peur comme armes pour faire face aux humains. Lors de l'assaut de la maison des Belladona, Ghira lui sauve la vie et elle finit par se retourner contre les frères Albain, puis rejoint le nouveau mouvement de la White Fang. Elle participe au sauvetage de l'académie d'Heaven en désamorçant les bombes. Elle épaule désormais Ghira à la tête de la nouvelle White Fang.

- Ghira Belladona est père de Blake et Faunus. Il a quitté la White Fang, car ils ne partageaient plus les mêmes idéaux. Il est cependant une personnalité politique influente et respectée sur l'île de Ménagerie. Écœuré par le comportement de Sun, ils finissent par se battre ensemble contre les frères Albain, et Sun gagne alors son respect. Il dirige ensuite l'opération de sauvetage d'Heaven à la tête des Faunus. Il est fier de ce qu'est devenue sa fille et assure désormais la direction de la nouvelle White Fang.

- Kali Belladona est mère de Blake et Faunus chat. Elle a quitté la White Fang, car ils ne partageaient plus les mêmes idéaux. Très douce, elle s'inquiète beaucoup pour sa fille et l'aime énormément. Elle ne manque pas de remarquer la proximité entre Sun et Blake. Lors de l'attaque de la maison Belladona, elle se défend seule face à plusieurs agresseurs et en sort victorieuse. Elle participe également à la mission de sauvetage d'Heaven.

- Maria Calavera est une vieille femme rencontrée dans un train à Anima. Elle suit le groupe de Ruby après le déraillement du train. Sa semblance (les réflexes) lui permet de se battre avec aisance malgré son âge. Elle raconte par la suite qu'elle était la fameuse « Grimm Reaper », une chasseuse réputée de Grimms, qui a, comme Ruby, les yeux d'argent. Elle tombe dans le piège de Tock, une disciple de Salem, et même si elle sort vainqueur de ce combat, elle en perd ses yeux, visés par Tock avant sa défaite. Elle aide Ruby à utiliser son pouvoir contre l'Apathie et essaye de la former à l'utilisation de son pouvoir. Lors du vol de cargo pour rejoindre Atlas, il s'avère qu'elle a eu des différends dans sa jeunesse avec Caroline Cordovin, une gradée d'Atlas. Une fois à Mantle, elle revoit son ami Pietro (le père de Penny), inventeur, qui lui a fabriqué ses yeux bioniques. Elle aide par la suite les protagonistes à s'enfuir de l'académie d'Atlas en pilotant un vaisseau. Elle contribue à la réhabilitation de la tour d'Amity et affronte Néo pour aider Penny. On ne sait pas ce qu'elle devient par la suite.

- Saphron Cotta-Arc est la sœur de Jaune, la mère d'Adrian et l'épouse de Terra. Elle vit à Argus et accueille son frère et ses amis. Elle accompagne par la suite Weiss dans la base militaire d'Argus et fait diversion avec Adrian pour que Weiss puisse infiltrer Maria dans la base.

- Terra Cotta-Arc est l'épouse de Saphron et la mère d'Adrian. Elle donne des conseils au groupe pour désactiver l'antenne au risque de perdre son métier d'ingénieur.

- Whitley Schnee est le frère cadet de la fratrie Schnee, il en devient l'héritier après que son père s'est fâché avec ses sœurs. Assez sournois et peu amical au début, il finit par s'ouvrir auprès de Weiss, car il comprend que la situation est grave. Voulant aider sa sœur, ses amis et ses concitoyens, il contacte Klein pour qu'il vienne soigner Nora, et a l'idée d'utiliser les ressources des Schnee afin d'accélérer l'évacuation de Mantle, en proie à une invasion de grimms. Lors de l'attaque du Hound, il est sauvé par sa mère puis par sa sœur avant de tuer le grimm en lui faisant tomber une énorme statue dessus. Il fait partie des citoyens ayant réussi à fuir Solitas et à rejoindre Vacuo.

- Willow Schnee est la mère de Winter, Weiss et Whitley. Elle est devenue alcoolique, car elle est malheureuse dans sa vie. Elle révèle à Weiss que son père est peut-être impliqué dans des affaires louches. Elle insiste auprès de celle-ci pour qu'elle se rapproche de son petit frère qui s'est retrouvé seul avec un père autoritaire et une mère alcoolique après le départ de ses sœurs. Lors de l'invasion du Hound au manoir Schnee, elle utilise sa semblance des Glyphes pour sauver son fils puis tue le grimm en lui faisant tomber une statue dessus. Elle fait partie des citoyens ayant réussi à fuir Solitas et à rejoindre Vacuo.

- Jacques Schnee est un homme autoritaire et carriériste en constante dispute avec ses deux filles. Il déshérite Weiss dans le volume 4 et vire Klein quand il apprend qu'il a aidé Weiss à s'enfuir. Dans le volume 7, il s'allie à Arthur Watts qui lui propose de truquer l'élection en sa faveur, il accepte sans se rendre compte qu'il est manipulé. Weiss le dénonce et il se retrouve en prison avant d'être rejoint par Watts, Robyn et Qrow. Il est recapturé après l'évasion d'Arthur, de Qrow et Robyn puis est rejoint dans sa captivité par James Ironwood. Libéré par Watts, Ironwood récupère ses armes et abat froidement Jacques.

- Klein Sieben (inspiré des 7 nains) est le majordome du manoir Schnee, très attaché à Weiss. Il possède sept personnalités qui s'activent en fonction de la couleur de ses yeux. Il aide Weiss à s'échapper du manoir Schnee, mais est renvoyé pour ça. Il est ensuite rappelé par Whitley pour venir en aide à Nora, gravement blessée. Il tente également d'aider Penny mais n'est pas doué en robotique. Il fait partie des citoyens ayant réussi à fuir Solitas et à rejoindre Vacuo.

- Vernal est la lieutenante de Raven, et se fait passer pour la Spring Maiden à la place de Raven. Elle est très loyale à la tribu des Branwen et n'a aucune confiance en Cinder. Elle retient captive Weiss, et c'est elle qui lui apprend que Winter et l'armée d'Atlas se sont retirés d'Anima. Elle va être trahie par Cinder qui va la tuer, pensant voler ses pouvoirs. Avant de rendre son dernier souffle, elle aide Raven à vaincre Cinder.
- Little/Somehow (inspirée de Mallymkun) est une souris vivant dans le monde de l'Ever After. Elle rencontre rapidement Ruby et devient son amie. Elle accompagne tout le groupe durant son périple dans l'Ever After. Quand Ruby tourne le dos à son équipe, elle chasse également Little qui tente de la raisonner. Little revient quand même pour sauver Ruby du piège de Néo et du Chat Curieux mais se fait écraser par Néo et meurt. Elle connaît cependant l'Ascension et renaît sous la forme d'une souris plus grande armée d'une épée. Elle décide de se nommer Somehow. Jaune lui confie son fidèle destrier Juniper, sachat qu'ils prendront soin l'un de l'autre et pourront protéger ceux dans le besoin.

### Antagonistes / Opposants
Il existe une multitude de personnages, voici les ennemis :
- Salem est l'antagoniste principale. Cette sorcière immortelle tire les ficelles, notamment en ayant le pouvoir de créer des Grimms. Dans sa jeunesse, elle a défié les dieux de la lumière et des ténèbres et a été frappée d'immortalité avant de tomber dans la Grimm Pool. Elle a eu le cœur brisé quand son grand amour Ozma s'est éloigné d'elle et de ses projets fous. N'arrivant pas à mourir, elle décide de récupérer le pouvoir des quatre Maidens afin d’accéder aux cryptes et de réunir les quatre reliques afin d'invoquer les déités de la Lumière et de l'Obscurité, avec l'objectif de détruire Remnant, et, au passage pouvoir enfin mourir. Les partisans de Salem forment « le cercle de Salem » composé d'Arthur Watts, Cinder Fall, Tyrian Callows et Hazel Rainarts, auxquels vient se rajouter Mercury Black. Elle tire les ficelles dans l'ombre et laisse ses partisans faire le sale travail (Vols. 4 à 7). Elle punit sévèrement Tyrion après son échec face à Qrow et Ruby (Vol. 4) et met Emerald mal à l'aide (Vols. 4 & 8). Elle fournit un bras « grimm » à Cinder après qu'elle l'ait perdu face à Ruby et n'hésite pas à la torturer si elle échoue ses missions (Vol. 8). Elle arrive à Atlas à bord de Monstra et fait face à Emerald, Oscar, Yang, Jaune et Ren lorsqu'ils tentent de s'enfuir. Hazel réussit à la contenir et Oscar en profite pour la détruire provisoirement à l'aide de la magie de The Long Memory. Elle réapparaît pendant la bataille de l'Ever After et récupère avec satisfaction les deux reliques ramenées par Cinder.

- Cinder Fall  (inspirée par Cendrillon) est une jeune femme déterminée, cruelle et en quête constante de puissance. Pendant sa jeunesse, elle a été maltraitée par sa mère adoptive et ses deux demi-sœurs qu'elle finit par assassiner. Elle est choisie par Salem pour être la réceptrice du pouvoir des quatre Maidens. Sa semblance lui permet de former des projectiles de toute taille (lances, flèches…) en surchauffant des objets. Elle s'attaque tout d'abord à Amber, la Maide d'automne, avec l'aide d'Emerald et Mercury, et parvient à ne lui voler qu'une partie de ses pouvoirs, à cause de l'intervention de Qrow. Elle est à l'origine de l'invasion des Grimms à Beacon pendant le tournoi de Vytal, et en profite pour tuer définitivement Amber, prenant ses pouvoirs. Elle tue également Ozpin et Pyrrha, mais se retrouve blessée gravement (au bras) par le pouvoir des yeux d'argent de Ruby (Vol. 3). Cinder met du temps à récupérer de cet incident. Salem lui donne alors un bras « grimm » très puissant, mais sensible aux pouvoirs des Maidens et des Yeux d'Argent (Vol. 4). À Mistral, elle défie Vernal et Raven pour les pouvoirs de la Spring Maiden. Battue par Raven, elle disparaît (Vol. 5). Par la suite, elle se rallie à Neo et rejoint Salem (Vol. 6). Elle échoue dans sa quête des pouvoirs de la Winter Maiden mais ramène la relique du savoir à Salem (Vol. 7). Malgré sa grande puissance, elle a perdu ses combats face aux autres Maidens (Raven, Fria) puis Penny lorsqu'elle tente de lui voler ses pouvoirs à l'Amity Tower (Vol. 8). Après une énième réprimande de Salem qui n'hésite pas à la faire souffrir, elle devient plus obéissante. Elle aide Watts à s'évader et passe un marché avec Néo puis utilise les pouvoirs de la lampe pour connaître les plans de Ruby. Lors de la bataille de l'Ever After, elle inflige une blessure mortelle à Penny et fait tomber Blake, Ruby, Weiss, Jaune et Néo dans le vide. Elle se venge ainsi de la trahison de Néo et en profite également pour se débarrasser de Watts en utilisant les pouvoirs de la lance, les deux étant au courant de ses actions non approuvées par Salem. Elle rend ensuite les deux reliques à Salem, et l'informe que c'est Ruby qui a utilisé la dernière question de la lampe et que Néo a tué Ruby.

- Emerald Sustrai est une amie fidèle de Cinder envers qui elle est extrêmement dévouée. Sa semblance lui permet de créer des illusions ou des hallucinations qui déroutent ses adversaires. Elle se bat avec des pistolets équipés de lames qui sont reliées par des chaînes. Elle fait partie de l'équipe de Cinder au Vytal Festival et joue les gentilles auprès des autres équipes (Vol .3). Elle bat notamment Coco et Yatsuchi. Elle est responsable des évènements de Beacon, car elle a utilisé sa semblance auprès de Pyrrha pour lui faire peur, mais aussi auprès de Yang pour qu'elle attaque Mercury. Après la bataille d'Heaven, elle perd contrôle d'elle-même lorsqu'elle croit que Cinder a péri face à Raven (Vol. 5). Contrairement à Mercury, elle ne sent pas à l'aise avec Salem et est fréquemment effrayée en sa présence ou en la présence de Tyrian et de Grimms (Vols. 4, 7 et 8). Pendant le volume 8, elle comprend les véritables plans de Salem et décide de s'enfuir avec Oscar, Yang, Ren et Jaune, car elle ne souhaite pas la destruction du monde. Oscar est le seul à lui faire confiance et Ren détecte avec sa semblance qu'elle a peur. Elle semble éprouver des regrets lorsqu'elle voit les citoyens s'étant réfugiés dans les tunnels pour se protéger (lors de la bataille de Beacon (vol. 3), elle n'était pas non plus ravie d'entendre de nombreux cris de peur et de désespoir). Grâce à sa semblance, elle dupe Ironwood en lui faisant voir Penny et en cachant l'arrivée de Nora, Ren, Oscar et Jaune. Lors de la bataille de l'Ever After, elle franchit le portail vers Vacuo avec Oscar et Ren afin de protéger les citoyens contre les Grimms.

- Mecury Black est un jeune homme plein d'ambition et peu compatissant, car il a été élevé pour être un assassin. Sa semblance lui a été volée par son père. C'est un très bon combattant au corps à corps et peut tirer des roquettes à partir de ses pieds. C'est le coéquipier d'Emerald et il a l'air de se soucier un peu d'elle. En revanche, il semble plutôt cruel et peu sensible aux sentiments de regret ou de remords. Il fait partie de l'équipe de Cinder au Vytal Festival (Vol. 3). Il bat notamment Coco et Yatsuchi. Dans le volume 8, il intègre le cercle de Salem et part en mission avec Tyrian à Vacuo. Il semble cependant moins confiant qu'à son habitude quand Tyrian lui avoue que le plan de Salem est de détruire le monde.

- Roman Torchwik est le premier antagoniste de la série, un voleur de Dust qui est à la tête de la White Fang, alors qu'il n'est même pas un faune. Il combat de nombreuses fois la team RWBY, sur les quais, dans la ville ou dans le train. Son bras droit est « Néopolitain », qui le fait évader dans le volume 3 après que celui-ci a été vaincu par Blake et capturé à la fin du volume 2. Pendant la bataille de Beacon, il combat Ruby sur le toit de son vaisseau, mais se fait dévorer par un Grimm (un Nevermore).

- Néopolitain (Néo) est une jeune femme de petite taille présentant une hétérochromie et ne parlant jamais. Sa semblance lui permet de créer des hallucinations "solides" et lui donne un don de métamorphisme (elle peut prendre l'apparence de tout le monde). Son arme, Hush, est un parapluie avec une pointe aiguisée. Son vrai nom est Trivia Vanille. Son histoire est développée dans le livre Les vacances de Roman. On y apprend qu'elle a vécu une enfance compliquée, étant cachée et rejetée par ses parents mafieux à cause de son hétérochromie et de son mutisme. Elle a alors immaginé le personne de Néo, une femme rebelle et intrépide, qu'elle est devenue par la suite après la mort de ses parents. Elle apparaît d'abord comme le bras droit de Roman et le sauve souvent. Elle bat notamment Yang avec sa technique de combat très rapide basée sur l'esquive, avant d'être vaincue par Ruby pendant la bataille de Beacon (Vol. 3). Elle réapparait par la suite pendant le volume 6, affrontant Cinder qu'elle croit responsable de la mort de Roman. Elle s'allie ensuite avec cette dernière quand elle apprend que Ruby en est la responsable. Son désir de vengeance est cependant réfréné par Cinder qui se sert d'elle pour récupérer la lampe (Vol. 7). Lassée d'être considérée comme un larbin, elle profite de l'absence de Cinder et de la fuite d'Emerald et Oscar pour s'emparer de la lampe et poser un ultimatum à Cinder : la lampe contre Ruby (Vol. 8). Dans le passafe de l'Ever After, elle contribue à la chute de Yang qui s'est interposé entre elle et Ruby. Elle est ensuite poussée dans le vide par Cinder en représailles du vol de la lampe et parce qu'elle a été témoin des actions de Cinder. Dans le monde de l'Ever After, elle vainc le terrible Jabberwalker et sa semblance évolue, elle peut désormais crée une armée de clones. Elle envoie ses clones-Jabberwalker pour pourchasser Ruby. Elle arrive à la piéger dans une illusion géante dans laquelle Ruby fait face aux anciens amis et ennemis décédés. Après que Ruby ait bu le thé et rejoint le Grand Arbre, Néo a accompli sa vengeance mais ne ressent plus aucune émotion. Le Chat Curieux en profite pour la posséder. Une fois libérée de lui, elle le tue. Après un au-revoir au clone de Roman qu'elle a créé, elle salue la team RWBY et Jaune et saute de l'arbre afin d'atteindre elle-aussi l'ascension et trouver ce qu'elle veut devenir. Néo est un personnage extrêmement apprécié des fans de la série.

- Tyrian Callows fait partie du cercle de Salem et est un Faunus (avec une queue de scorpion pouvant empoisonner). Sa semblance lui permet de briser l'aura de son adversaire, ce qui brise sa résistance et rend son adversaire très vulnérable. C'est un assassin psychopathe, un combattant redoutable qui aurait sans doute vaincu toute l'équipe RNJR sans l'intervention de Qrow et la perte de sa queue. L'échec de sa mission le fait tomber en disgrâce auprès de Salem, évènement qu'il a du mal à supporter. Arthur lui construit une nouvelle queue. Comme ce dernier, il n'hésite pas à provoquer Cinder, Mercury ou Emerald. Au volume 7, il est envoyé à Atlas avec Arthur Watts afin de provoquer la panique et l'invasion des Grimms. Il effectue de nombreux assassinats, blesse gravement Fiona, mais se fait capturer par Clover, Qrow et Robyn. Cependant, il profite de la confusion de l'ordre d'arrestation de Qrow pour s'échapper et tuer Clover avec l'arme de Qrow. Il connaît les vrais plans de Salem et les approuve. Il est par la suite envoyé à Vacuo avec Mercury pour préparer la prochaine invasion.

- Arthur Watts : le Dr Arthur Watts est un brillant scientifique qui a été expulsé d'Atlas à cause de ses actions illégales. Très doué pour les négociations, il participe à la rencontre avec la tribu de Raven et intimide Léo Lionheart. Durant le volume 7, il infiltre Mantle avec Tyrian et participe activement à des sabotages et des piratages informatiques dans le but de créer la panique, notamment en faisant une fausse vidéo dans laquelle Penny est désignée responsable de l'attaque lors des élections. Il tombe cependant dans le piège d'Ironwood qui le capture et l'enferme en prison. Sur ordre de ce dernier, il pirate Penny pour qu'elle se rende dans la crypte et se désintègre. Cinder le libère et il en profite pour la sermonner, mettant en évidence ses nombreux échecs. Il pirate par la suite la bombe et la navette pilotée par Harriet afin que la bombe explose et fasse de nombreux dégâts. Cinder le libère de sa prison et il en profite pour la sermonner. Témoin des actions de Cinder (notamment l'utilisation de la dernière question de la lampe, question chère à Salem), il est tué par celle-ci qui utilise le pouvoir de la lance de Création pour créer un incendie dans la salle de contrôle dans laquelle il se trouvait.

- Adam Taurus (inspiré de La Bête), co-leader de la White Fang, est le partenaire de Blake avant que celle-ci ne s'éloigne de l'organisation en raison de sa trop grande violence. Adam ne se remet jamais de cette trahison. Sa semblance est proche de celle de Yang, il peut absorber les coups sans en souffrir et accumuler une puissante énergie. Il décide de s'associer à Salem et à son cercle et contribue à la chute de Beacon. Il blesse notamment Blake et mutile le bras de Yang. Confronté pour ses actions par Sienna Khan, la leader de la White Fang, il la tue et prend le pouvoir. Son plan d'invasion de l'académie d'Heaven est cependant stoppé par l'intervention de Blake, Ilia et Sun et de tous les Faunus de Ménagerie qui ne veulent plus que leur porte-parole soit un violent psychopathe. Il fuit en compagnie de Mercury, Hazel et Emerald et se lance par la suite à la poursuite de Blake. Il l'attaque lorsqu'elle s'éloigne du groupe afin de désactiver l'antenne relais d'Argus. Yang rejoint le combat et Adam comprend avec une grande jalousie que Yang est la nouvelle partenaire de Blake. Il tente de la retourner contre elle, mais Yang a confiance en Blake. Les deux jeunes femmes réunissent finalement à le blesser mortellement avant qu'il tombe dans une cascade.

- Hazel Rainarts (inspiré de Hansel) est un Hunter très imposant qui fait partie du cercle de Salem. Sa semblance le rend insensible à la douleur, ce qui lui permet d'emmagasiner de nombreux cristaux de Dust directement dans son corps sans en souffrir. Il en veut à Ozpin, qu'il rend responsable de la mort de sa sœur lors d'une mission. Il a passé de nombreuses années à tenter de tuer Salem, mais constatant son immortalité, il finit par s'associer à elle par dépit. Contrairement à Tyrian ou Adam, il n'aime pas la violence et souhaite éviter que les gens souffrent, en particulier les enfants. Il est chargé de la torture d'Oscar lorsque ce dernier est capturé par The Hound. Petit à petit, le fermier arrive à le faire changer d'avis et Hazel décide de se sacrifier pour permettre notamment à Oscar et Emerald de s'enfuir loin de Salem.

- Fennec & Corsac Albin sont deux frères Faunus (un fennec et un renard), se faisant passer pour des émissaires pacifistes de la White Fang. Ils sont en réalité du côté d'Adam et donnent des ordres à Ilia. Leurs armes sont des dagues appelées « Cyclone » et « Inferno ». Ils participent à l'attaque de la maison des Belladona à Ménagerie et affrontent Ghira et Sun. Fennec décède, écrasé par un balcon, alors qu'il attaque Ghira. Corsac est arrêté et est désormais emprisonné.

- Leo Lionheart (inspiré du Lion Peureux) est le Headmaster de l'académie d'Haven. Il trahit la confiance d'Ozpin en s'alliant à Salem par peur. Il est très probablement responsable de la mort de nombreux Hunters. Son comportement suspect éveille cependant des suspicions chez Ozpin et Qrow. Sur la demande de Salem, il tend un piège au groupe de Qrow, mais ceux-ci viennent avec leurs armes. Alors que la situation tourne en sa défaveur, il s'enfuit, mais se fait tuer par le Grimm de Salem pour sa lâcheté.
- The Hound (Vol. 8) est un Grimm extrêmement puissant qui ressemble à un énorme tigre. Il peut se tenir sur ses pattes arrière, se faire pousser des ailes, mais aussi d'autres bras. Il a également la faculté de parler et fait preuve d'intelligence. Il kidnappe Oscar pour le ramener auprès de Salem et fait peur à Emerald. Par la suite, il s'infiltre au manoir Schnee pour capturer Penny et fait face à Ruby, Weiss et Blake. Il est déstabilisé par les yeux d'argent de Ruby qui révèle son vrai visage : il s'agit en réalité d'un Faunus ayant les yeux d'argent. Il est finalement écrasé par une énorme statue poussée par Whitley et Willow.
- The Curious Cat (Vol. 9, inspirée du Chat du Cheshire) est un habitant de l'Ever After. Il apparaît pour la première fois au château du prince Rouge et aide la team RWBY et Little à échapper au prince. Il les accompagne par la suite, posant énormément de questions et s"intéressant beaucoup au fait que Ruby soit humaine. Il sauve Ruby d'une illusion d'Herb et dévoile son pouvoir : celui d'envoyer les âmes perdues vers le Grand Arbre pour qu'ils subissent "l'Ascension". Par la suite, il les aide à concocter un antidote pour que Weiss, Blake et Yang retrouvent leur taille normale et leur permet de fuir lors de l'attaque des Jabberwalker. Quand il les retrouve en comagnie de Jaune, il défend son point de vue sur l'Ascension: c'est une renaissance pour les cœurs brisés et les âmes perdues. Jaune avoue à la team RWBY qu'il ne fait pas confiance et leur révèle qu'il a accompagné Alyx au Grand Arbre sans savoir ce qu'il s'était passé. Le Chat leur avoue qu'il ne le sait pas non plus, qu'Alyx l'a manipulé et se montre déçu de Ruby quand il comprend qu'elle veut revenir à Remnant sans lui. Plus tard, quand Ruby est vaincue par Néo, il révèle sa vraie nature: il veut posséder son corps afin de fuir l'Ever After pour rencontrer ses créateurs et comprendre pourquoi ils l'ont abandonné. Il révèle également qu'il a tué Alyx quand il a compris que celle-ci l'abandonnerait dans l'Ever After. Il possède finalement Néo mais est vaicu par la team RWBY, Jaune et Néo.

## Épisodes
Les épisodes de RWBY se répartissent en neuf volumes  :  
- Le volume 1, composé de 16 épisodes, présente les personnages principaux et suit l'apprentissage des teams RWBY et JNPR à l'académie de Beacon sous la supervision d'Ozpin, de Glinda et des professeurs Port et Oobleck. Il introduit également les Faunus et la White Fang, mené par le charismatique Roman. Blake se lie d'amitié avec Sun, un Faunus singe et la team RWBY fait la connaissance de l'énergique Penny.
- Le volume 2 prépare l'arrivée du Vytal tournament qui réunit les 4 académies. Le général Ironwood headmaster d'Atlas, arrive à Bacon et impose une protection robotique pendant le festival Vytal. La team RWBY et Sun continuent d'enquêter sur la White Fang et font face aux antagonistes (Roman, Néo, mais aussi Emerald et Mecury, les sbires de Cinder). La team RWBY part également en mission de terrain avec le Pr Oobleck et découvrent un projet d'attentat sur la ville de Vale par la White Fang. Après une bataille acharnée dans un train souterrain, une invasion de grimms se produit à Vale et les jeunes files défendent la ville de Vale aidées de nombreux alliés. Blake finit par vaincre Roman qui est arrêté.
- Le volume 3 se déroule pendant le tournoi de Vytal auquel participent de nombreuses équipes dont celle composée des antagonistes qui se font passer pour des étudiants (Cinder, Emerald, Mercury & Néo). Ozpin raconte l'histoire des Maidens à Pyrrha et souhaite qu'elle devienne la prochaine Fall Maiden. Elle s'achève par la bataille de Beacon qui voit la série prendre des tons plus sombres avec les décès de Pyrrha, Amber et Ozpin, la destruction de Penny, la blessure de Blake et la perte du bras de Yang. La team RWBY reçoit cependant le soutien de nombreux amis.
- Le volume 4 voit toutes les héroïnes être séparées pour la première fois. Ruby arpente Anima avec Jaune, Nora et Ren dans le but de rejoindre Heaven, l'académie de Mistral, sous la surveillance de Qrow. Ce dernier les sauve de l'attaque de Tyron, un des lieutenants de Salem, mais il sort empoisonné de ce combat. Le passé de Ren & Nora est également abordé et le combat final permet à Ren de se venger du grimm qui a tué ses parents. Weiss, elle, est retenue captive chez son père Jacques et en profite pour s'entraîner sur ses glyphes. Elle se méfie de son frère Whitley et ne peut compter que sur l'amitité de Klein, un domestique et le soutien inattendu d'Ironwood. Yang se repose chez son père et tente de retrouver la combativité après la perte de son bras. De son côté, Blake retourne à Ménagerie avec Sun dans le but d'informer des actions de la White Fang. Elle y retrouve ses parents Ghira et Kali et fait face à son ancienne amie Ilia Amitola toujours dans la White Fang et obéissant aux frères Albain, deux Faunus se faisant passer pour des pacifistes. Parallèlement à cela, l'esprit d'Ozpin entre en contact avec son nouvel avatar, un jeune fermier du nom d'Oscar.
- Le volume 5 se passe presque entièrement à Mistral, où Weiss et Yang finissent par rejoindre Ruby à Heaven après quelques péripéties et en ayant fait face à Raven, mère de Yang et cheffe de la tribu Branwen. Oscar finit par les rejoindre à leur grande surprise, sauf celle de Qrow qui savait qu'Ozpin finirait par se réincarner. Qrow enquête sur les disparitions mystérieuses de chasseurs et comprend grâce à Oscar/Ozpin qu'ils ont peut-être été sacrifiés par Lionheart, le directeur de Mistral. Blake, ses parents et Sun font face à la White Fang des frères Albain et d'Ilia et tentent de convaincre les Faunus de porter secours aux humains. Pour les empêcher d'arriver à leurs fins, la White Fang les attaque, mais un des frères décède tandis que Blake et Ghira arrivent à raisonner Ilia. À Mistral, la team RWBY se trouve confrontée à de nombreux ennemis (Emerald, Mercury, Hazel, Vernal, Lionheart) dont Raven qui s'est alliée avec Cinder par peur de Salem. Mais celle-ci les trahit et tue Vernal, pensant qu'elle était la Summer Maiden. Enrangée, Raven l'affronte et la vainc puis souhaite récupérer la relique, mais elle la cède par crainte de Salem à Yang. Blake arrive finalement pour les sauver d'Adam et de la White Fang avec l'aide de ses parents, de Sun, d'Ilia et des Faunus.
- Le volume 6 est un long voyage vers la ville d'Argus. Séparés de la team JNR après l'attaque d'un train, la team RWBY, Qrow, Oscar et la mystérieuse Maria Calavera tentent de survivre dans les forêts froides d'Anima en protégeant la lampe des Grimms et de la terrible Apathie. Ils en profitent pour confronter Ozpin face à ses secrets et ses mensonges révélés par Raven à Yang et Weiss. Ils finissent par arriver à Argus où ils se reposent chez la sœur de Jaune, Saphron. Jaune reproche le décès de Pyrrha à Ozpin et s'en prend injustement à Oscar. Ils tentent de rejoindre Atlas (qui a fermé ses frontières) avec l'aide de Terra en volant un vaisseau à Caroline Cordovin qui les affronte avec un méga-robot. Mais la menace du Léviathan plane.
- Le volume 7 se passe à Atlas. Les teams RWBY et ORNJ s'entraînent et participent à de nombreuses missions avec les Aces Ops, ils deviennent officiellement des Chasseurs. Ils s'allient à Ironwood, tentent de déjouer les complots de Watts, Tyrion et Jacques et souhaitent s'associer avec les Happy Huntresses de Robyn. Mais tout ne se passe pas comme prévu, et plusieurs camps se forment. Deux évènements principaux serviront de base au prochain volume : le meurtre du leader des Ace Ops Clover par Tyrion qui affectera ses coéquipiers et Qrow ainsi que la passation de pouvoir des pouvoirs de la Winter Maiden de Fria à Penny. Celle-ci est obligée de fuir, car la team RWBY et son père sont persuadés qu'Ironwood n'hésitera pas à désactiver Penny pour toujours pour donner les pouvoirs à Winter
- Le volume 8 se déroule toujours à Atlas, en pleine guerre. Aidés par les Happy Huntresses, les teams RWBY et ORJN tentent de terminer le plan d'Ironwood (activer l'amity Tower), de protéger les ciyoyens de Mantle des grimms mais aussi d'aider Penny et Oscar, visés par Salem. Ils sont confrontés au terrible grimm The Hound. Lors de la bataille de l'Ever After, Cinder récupère la lampe et la lance et Winter succède à Penny. Les deux camps subissent des pertes : Penny, Hazel et Vine se sacrifient héroîquement, Emerald change de camp, WInter et Marrow trahissent Ironwood, Néo se rebelle contre Cinder, Jacques est exécuté froidement par Ironwood, Watts et Ironwood périssent dans les décombres d'Atlas et la team RWBY, Jaune et Néo tombent dans le vide de l'Ever After. Les destins de Pietro, Maria et la team FNKY sont également inconnus.
- Le volume 9 se déroule dans l'Ever After, un monde de conte pour enfants. La team RWBY comprend qu'elles se situe dans le conte "La fille qui est tombée à travers le monde" et essaye de suivre les pas d'Alyx, l'héroïne du conte, dans l'espoir d'arriver au Grand Arbre qu'elles pensent être leur porte de sortie. Elles récupèrent le bras armé de Yang auprès de Jinx, rencontrent l'immature Prince Rouge et se soumettent aux questions existentielles d'Herbalist. Weiss, Blake et Yang déclarent avec fierté ce qu'elles sont devenues mais Ruby, sans son arme et désamparée par la mort de Penny, sombre dans les doutes et la dépression. Néo, de son côté, voit sa semblance évoluer et elle crée une armée de clones d'une créature terrible, le Jabberwalker, qui attaque la team et leurs nouveaux amis : la souris Little et le Chat Curieux, qui a soif de connaissance. Elles sont secourues par le mystérieux Rusted Knight, qui s'avère être une version bien plus âgée de Jaune. Il leur raconte qu'à son arrivée, il a activé un fruit-gousset qui l'a fait aller dans le passé. Lors d'une tempête magique, Jaune raconte à Ruby et Weiss la vérité sur Alyx, qui est devenue égoïste et paranoïaque et qui a probablement sacrifié son frère Lewis pour s'échapper de l'Ever After via le Grand Arbre. Il leur avoue également ne pas faire confiance au Chat Curieux. Deux versions s'opposent : Jaune affirme que « l'Ascension » qui se déroule quand on entre en contact avec le Grand Arbre s'apparente à la mort tandis que le Chat leur dit que c'est plus une renaissance. Durant cette même tempête, Yang et Blake finissent par s'avouer leur amour. Lors d'une nouvelle attaque des clones de Néo envers un village que Jaune protège, ce dernier est furieux contre Ruby qui ne s'est pas battue et qui tourne violemment le dos à ses amis. Ruby s'enfuit et se retrouve dans une illusion de Néo dans laquelle elle voit de nombreux amis et ennemis morts dont Penny, Pyrrha et Roman qui lui reprochent leur mort. Néo écrase Little qui tente de sauver Ruby et donne à cette dernière une tasse de thé trempée dans une feuille du Grand Arbre. Ne voulant plus être elle, Ruby boit le thé devant Weiss, Yang, Jaune et Blake et rejoint le Grand Arbre. Le Chat Curieux, furieux d'avoir perdu Ruby qu'il voulait posséder afin de se rendre au Grand Arbre et de confronter ses créateurs, décide de posséder Néo qui se retrouve dans un état catatonique après s'être rendu compte que la disparition de Ruby ne lui laissait plus de but dans la vie. Acceptant leurs erreurs, Weiss, Jaune, Blake et Yang parviennent à atteindre le Grand Arbre où ils font face au Chat, qui ne parvient pas à franchir la porte vers Remnant en raison de la catatonie de Néo. Ils arrivent cependant à le séparer du corps de Néo en lui faisant inhaler du pollen de l'Arbre. Pendant ce temps, Ruby, en état d'ascension, apprend une vérité troublante sur sa mère et finit par se rendre compte qu'elle n'a pas besoin de changer. Elle « renaît » donc à l'identique et aide ses coéquipiers à vaincre le Chat qui est achevé par les clones de Néo. Celle-ci, désormais apaisée, saute de l'Arbre pour connaître l'Ascension. Little réapparaît également, devenue une grande souris-chevallier, et Ruby la remercie tandis que Jaune lui confie Juniper. En franchissant la porte, l'équipe rencontre Blacksmith qui leur révèle que les Dieux de la Lumière et de l'Obscurité proviennent de l'Ever After et qu'ils en ont parti pour continuer de créer et de détruire des mondes. Blacksmith remet à Jaune la dague d'Alyx qui lui restore sa jeunesse et affirme que malheureusement, elle n'a pas pu s'échapper car victime du Chat mais elle a quand même souhaité réparer le mal qu'elle avait pu faire. Ruby, Weiss, Blake, Yang et Jaune franchissent un nouveau portail et arrivent enfin à Vacuo. L'appel de détresse de Ruby a fonctionné: de nombreux aéronefs volent tout autour de Vacuo.
- Épisode bonus : Un épisode bonus, présenté sous forme de dessins en noir et blanc semi-animés, montre ce qu'il s'est passé à Vacuo pendant le volume 9. On y suit les points de vue de Nora, Oscar, Ren, Winter et Qrow qui tentent de faire face à la disparition de la team RWBY et de Jaune. Juste après leur arrivée sur Vacuo, ils sont secourus par la team CVFY, Neptune et Sun. Toutes les équipes de chasseurs, les Ace-Ops et les Happy Huntresses participent activement à la protection de Vacuo. Whitley et Willow sont bénévoles pour aider les réfugiés. Des tensions se font ressentir entre les habitants de Vacuo et les réfugiés d'Atlas. Tyrian et Mercury ont également commencé à causer des ennuis en libérant de dangereux prisonniers. Les professeurs Oobleck et Port arrivent de Vale en disant que Salem a tout détruit et que Glynda est partie chercher de l'aide. A la fin de cet épisode, Raven apparaît devant Qrow puis Oscar, Nora et Ren en compagnie de la team RWBY et de Jaune. (Note: Pietro et Maria n'apparaissent pas durant cet épisode, laissant leur statut inconnu. Néon Katt de l'équipe FNKY est la seule de son équipe à apparaître, laissant le sort de ses camarades incertain).

## Production
Le premier épisode est diffusé le 18 juillet 2013 sur le site de Rooster Teeth via YouTube avant d'être diffusé à la convention RTX. La première saison est suivie d'une deuxième dès juillet 2014.
Le 1er février 2015, après la mort de Monty Oum d'un coma causé par une réaction allergique, des inquiétudes sur le futur de la série pèsent mais la troisième saison est lancée comme prévu le 24 octobre 2015. La saison 4 est diffusée du 22 octobre 2016 au 4 février 2017 et compte 12 épisodes. La saison 5, longue de quatorze épisodes, est diffusée du 14 octobre 2017 au 20 janvier 2018. La saison 6, qui débute le 25 octobre 2018, n'est pas diffusée sur YouTube à cause de problèmes de démonétisation les années précédentes. Elle est directement diffusée sur le site web de Rooster Teeth. Longue de treize épisodes, elle s'acheve le 26 janvier 2019. La saison 7 qui comporte 13 épisodes, débute le 2 novembre 2019 et s'achèvBe le 1er février 2020, soit 5 ans après la mort de Monty Oum.
Un spin-off est également réalisé, intitulé RWBY Chibi. Sa diffusion débute le 14 mai 2016 et compte à ce jour trois saisons.

## Récompenses
RWBY obtient le International Academy of Web Television 2014 dans la catégorie « Meilleure série animée ». Il reçoit également les Streamy Awards 2014 de la meilleure série ainsi que de la meilleure bande originale pour Jeff Williams.

## Produits dérivés
Un jeu vidéo intitulé RWBY: Grimm Eclipse est édité par Rooster Teeth et sort sur PC le 5 juillet 2016. Un autre, RWBY: Amity Arena, sort sur mobile le 20 octobre 2018. Les héroïnes de RWBY sont des personnages jouables dans BlazBlue: Cross Tag Battle, sorti en juin de la même année.
Depuis décembre 2015 le magazine japonais Ultra Jump diffuse une adaptation en manga du dessin animé, dessinée par Shirow Miwa.